# Grünroute
Die Grünroute ist ein Radwanderweg von etwa 370 Kilometern Länge. Sie verbindet Düren in Deutschland mit Beringen in Belgien über Heerlen in den Niederlanden. Dabei führt sie durch Naturgebiete des ehemals größten Steinkohlereviers Europas. Sie ermöglicht, die Grünmetropole mit dem Fahrrad zu entdecken, und verbindet dabei Industriedenkmäler mit der neuen Naturverbundenheit der Region.

## Charakteristik
Die Grünroute führt von Düren über 370 Kilometer durch die Kreise Düren und Heinsberg sowie durch die Städteregion Aachen nach Niederländisch-Limburg und Belgisch-Limburg. Auf der Strecke kann man die von der ehemaligen Steinkohlegewinnung geprägte industrielle Folgelandschaft im Wandel der Strukturen neu entdecken. Die Route verläuft durch Wiesen-, Äcker- und Weidelandschaften, vorbei an begrünten und bewaldeten Naherholungsgebieten sowie Wasserläufen, ehemaligen Zechenstandorten und Halden. Sie ist weitgehend flach mit einigen hügeligen Abschnitten. Stärkere Steigungen sind nur kurz. Die Wege sind zumeist asphaltiert oder haben eine wassergebundene Oberfläche. Sie sind autofrei. Ab Stolberg kann man sich anhand des Knotenpunktsystems orientieren.

## Streckenbeschreibung
Die Beschreibung der Strecke erfolgt in mehreren Etappen. Sie folgt dabei der Unterteilung des ADFC und gibt die dort angegebene Charakteristik wieder. Der ADFC bezeichnet
- als leicht: 0–2 % Steigung für Ungeübte und Kinder,
- als mittel: 2–6 % Steigung für wenig Geübte, kurze oder mittlere Steigungen,
- als schwer: 6–10 % Steigung, Kondition erforderlich, auch längere Steigungen,
- als sportlich: Steigung mit mehr als 10 %, sehr gute Kondition erforderlich, längere und/oder extreme Steigungen.

Soweit das aus Belgien und den Niederlanden übernommene Knotenpunktsystem für die Radwegekennzeichnung eingesetzt wird, sind diese jeweils vermerkt (z. B.: Knotenpunkt (91, Stolberg)).

### Düren – Aldenhoven
- Länge 28,3 km; Steigungen 159 Höhenmeter; Gefälle 131 Höhenmeter.
- Ca. 25 % der Strecke sind rennradgeeignet; der Rest für Tourenräder.
- ADFC-Schwierigkeitsgrad: leicht ca. 80 %; mittel ca. 9 %; schwer ca. 11 %.
- Verkehrsbelastung: keine bis geringe.

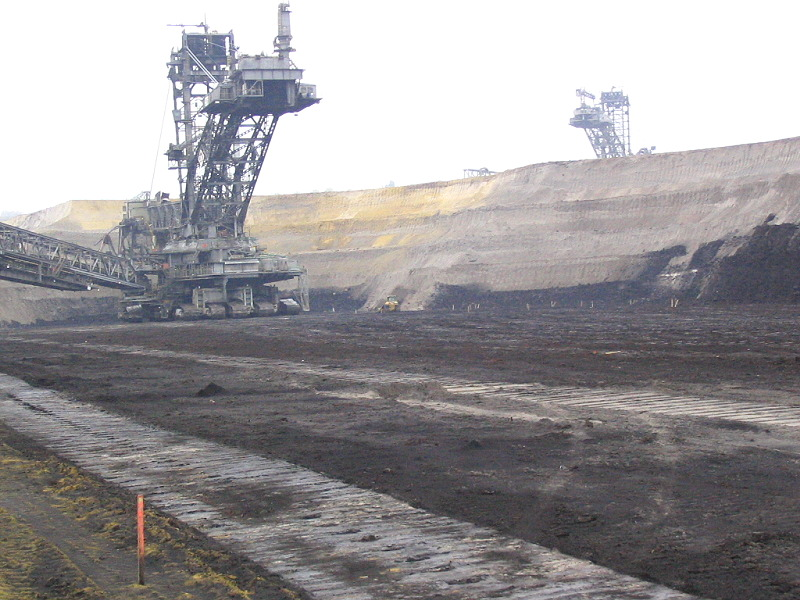
Schaufelradbagger im Tagebau Inden
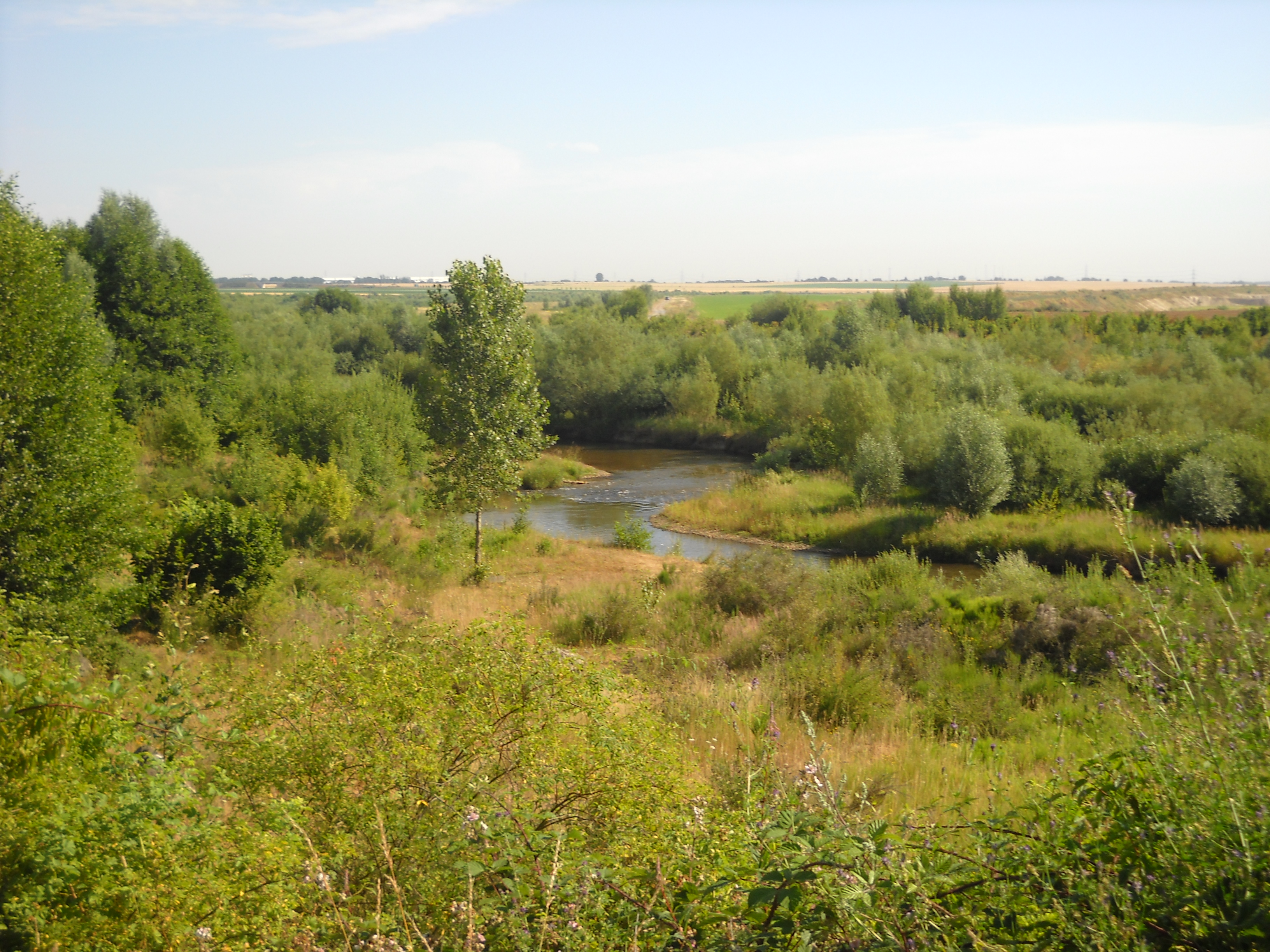
Inde in rekultivierter Landschaft

Die Grünroute startet am Bahnhof von Düren, führt durch die Innenstadt zum Markt und vorbei am Leopold-Hoesch-Museum zum Rurufer. Zusammen mit dem RurUfer-Radweg führt der Weg entlang der Rur bis Jülich, das nach ca. 19 km erreicht wird. Unterwegs besteht Anbindung an die Bahnhöfe Huchem-Stammeln, Selhausen, Krauthausen, Jülich-Selgersdorf und Jülich Forschungszentrum der Rurtalbahn. Auf der Strecke kann ein Abstecher nach Westen zum Braunkohletagebau Inden unternommen werden. Auf einer 12 km langen Schleife kann dieser umrundet werden, wobei der stählerne Aussichtsturm Indemann einen guten Rundumblick ermöglicht. Östlich des Weges in Niederzier liegt das „Haus Horn“, eines der letzten noch erhaltenen Wohnspeicherhäuser aus dem 17./18. Jahrhundert. Außerdem befindet sich dort die Wasserburg Niederzier, in der sich heute die Gemeindeverwaltung befindet. In Jülich bieten sich die Zitadelle aus der Renaissance und der Brückenkopf-Park aus napoleonischer Zeit für einen Besuch an. Auf den letzten ca. 8 km bis Jülich wird der Radweg auch von der Wasserburgen-Route begleitet. Von der Jülicher Innenstadt führt die Route entlang der Großen Rurstraße ans Rurufer und folgt diesem Richtung Süden. Nach nicht ganz zwei Kilometern wird die Rur nach einem Baggersee Richtung Westen verlassen und führt am Ortsrand von Kirchberg ins Braunkohletagebaugebiet Inden. Hier führt der Weg ca. zwei Kilometer entlang der wegen des Tagebaus umgeleiteten Inde, bevor er in nordwestliche Richtung nach Aldenhoven abbiegt, das nach weiteren zwei Kilometern erreicht wird. In Aldenhoven befindet sich das Ludwig-Gall-Haus. Benannt nach dem bekannten Sozialreformer, der 1791 in Aldenhoven geboren wurde, gehört das Haus zu den ältesten Gebäuden des Ortes. Ebenfalls hier befindet sich das Museum Bergmannshaus, ein Bergbaumuseum und Informationszentrum für Stein- und Braunkohle.

### Aldenhoven – Eschweiler
- Länge 24,9 km; Steigungen 107 Höhenmeter; Gefälle 77 Höhenmeter.
- Ca. 13 % der Strecke sind rennradgeeignet; der Rest für Tourenräder.
- ADFC-Schwierigkeitsgrad: leicht ca. 75 %; mittel ca. 25 %.
- Verkehrsbelastung: keine bis geringe.

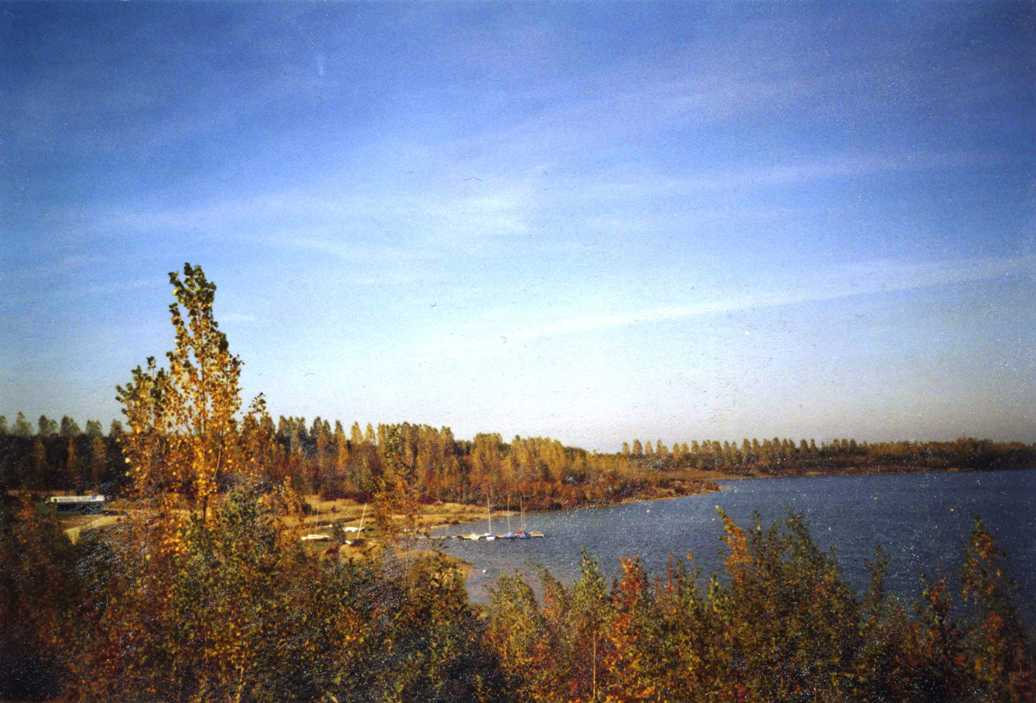
Blausteinsee
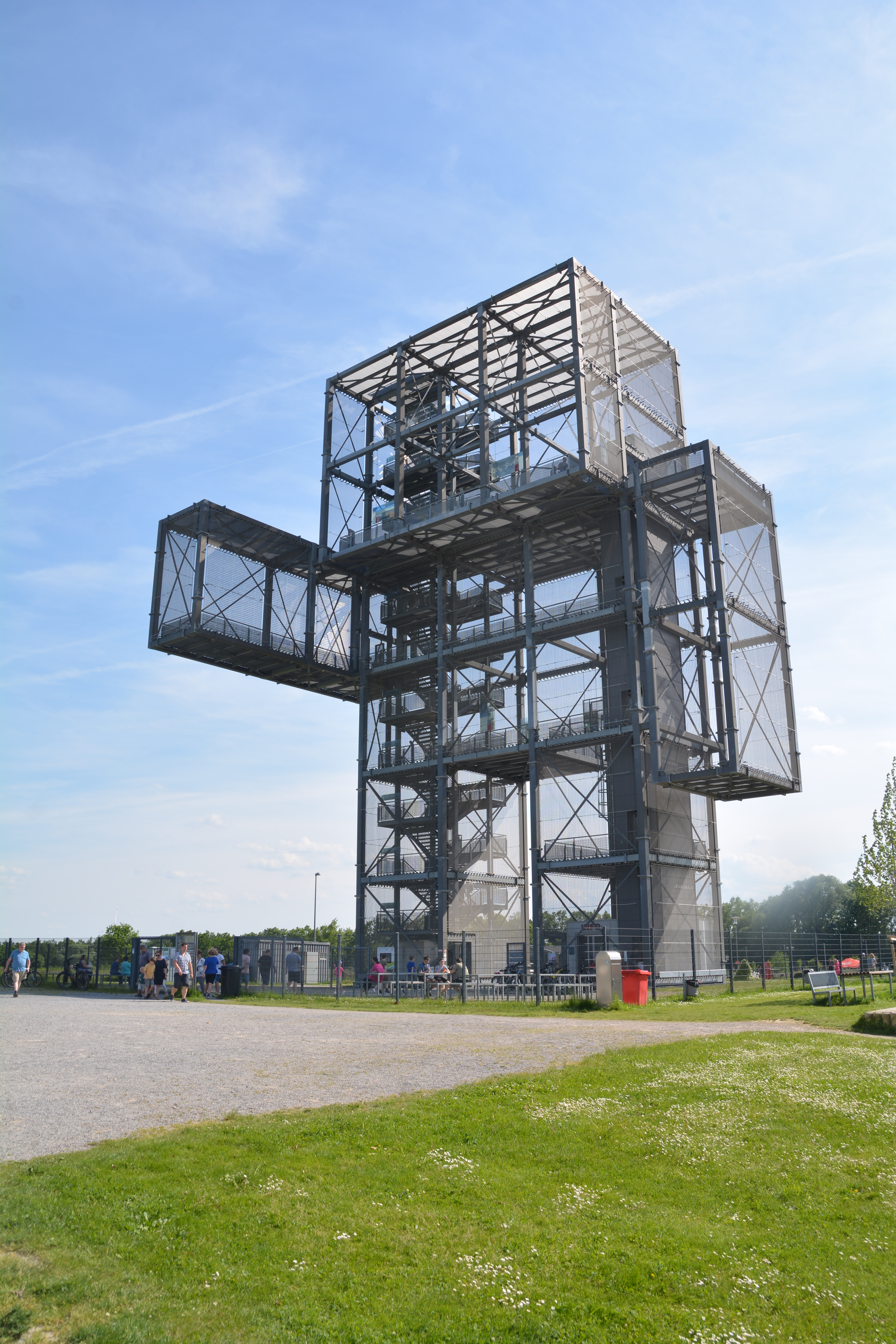
Aussichtsturm Indemann
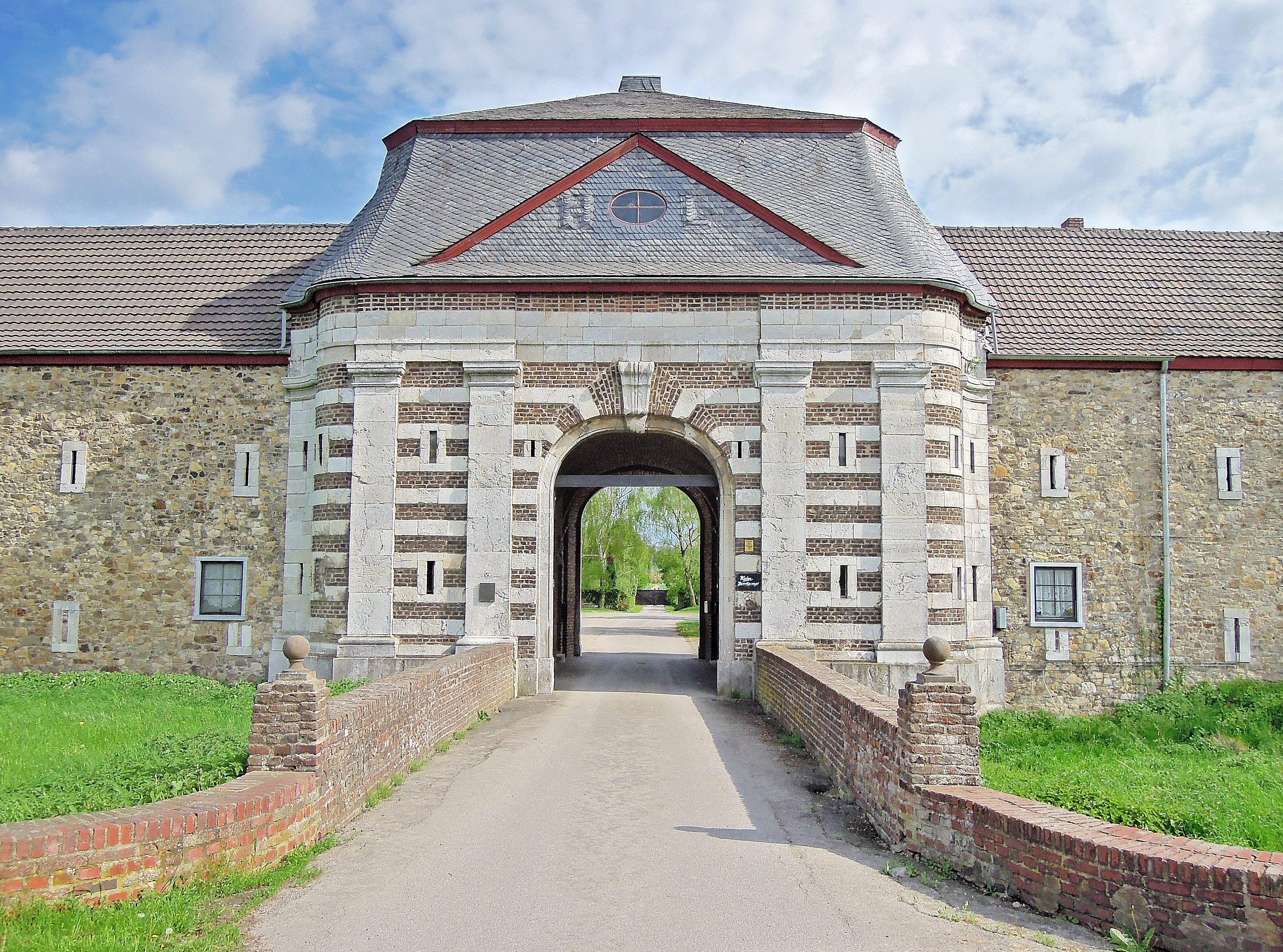
Haus Palant
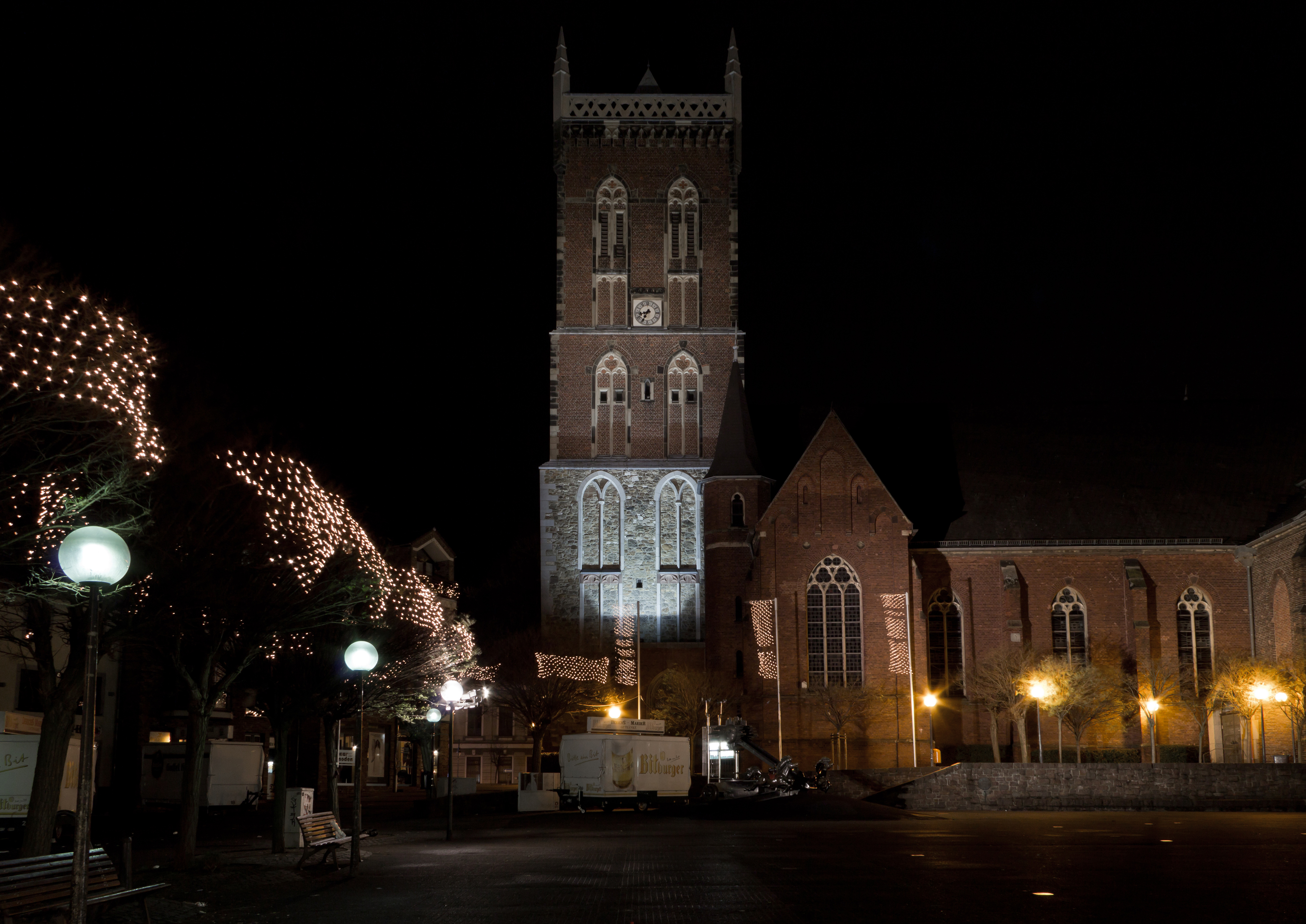
Eschweiler Altstadt bei Nacht

Vorbei am Freizeit- und Erholungsbad Römerpark verlässt der Radweg Aldenhoven, führt vorbei an Niedermerz und folgt einem bewaldeten Weg zum ca. 7 km entfernten Blausteinsee. Dieser entstand im Rahmen der Rekultivierung des ehemaligen Braunkohletagebaus Zukunft durch die Auffüllung des Tagebaurestlochs mit Oberflächenwasser und dient heute als Naherholungsgebiet für die umliegenden Städte. Die Route verlässt den See nach kurzer Zeit und führt über Fronhoven in östlicher Richtung zurück zur Inde, die nach 4,5 km erreicht wird. Mit ihr verläuft der Radweg über Lamersdorf und Weisweiler ins ca. 13 km entfernte Eschweiler. In Weisweiler und Eschweiler besteht Bahnanschluss. Von Lamerdorf ist leicht ein Abstecher zum Aussichtsturm Indemann möglich. Er liegt nur ca. 900 m abseits der Route auf der ca. 35 m hohen, rekultivierten Abraumhalde Goltsteinkuppe. Die 36 m hohe Stahl-Konstruktion bietet den Besuchern auf drei Ebenen einen Rundblick über das Umland und den in direkter Nähe liegenden Tagebau Inden. Kurz vor Weisweiler führt die Route am Haus Palant vorbei. Die heutige Hofanlage ist um 1600 im Stil der niederländischen Renaissance als quadratische Anlage erbaut worden. In ihr ist heute ein landwirtschaftlicher Betrieb untergebracht. Sie ist daher nicht zu besichtigen. In unmittelbarer Nähe liegt das weit sichtbare Braunkohlekraftwerk Weisweiler, in der die Kohle des Tagebau Inden verstromt wird. Das aus fünf Blöcken bestehende Kraftwerk hat eine Nennleistung von 2097 MW und dient der RWE AG als Grundlastkraftwerk. Von Eschweilers Altstadt sind heute noch einige sehenswerte Gebäude aus dem 19. Jahrhundert erhalten. Am Markt liegt die Hauptpfarrkirche St. Peter und Paul. Sie beherbergt die 125 Zentimeter hohe und 70 Kilogramm schwere Kalbslederpietà aus dem 14. Jahrhundert (um 1360). In Deutschland existieren nur zwei weitere Skulpturen diese Art.

### Eschweiler – Herzogenrath
- Länge 39 km; Steigungen 377 Höhenmeter; Gefälle 386 Höhenmeter.
- Ca. 45 % der Strecke sind rennradgeeignet; der Rest für Tourenräder.
- ADFC-Schwierigkeitsgrad: leicht ca. 40 %; mittel ca. 60 %.
- Verkehrsbelastung: keine bis geringe.

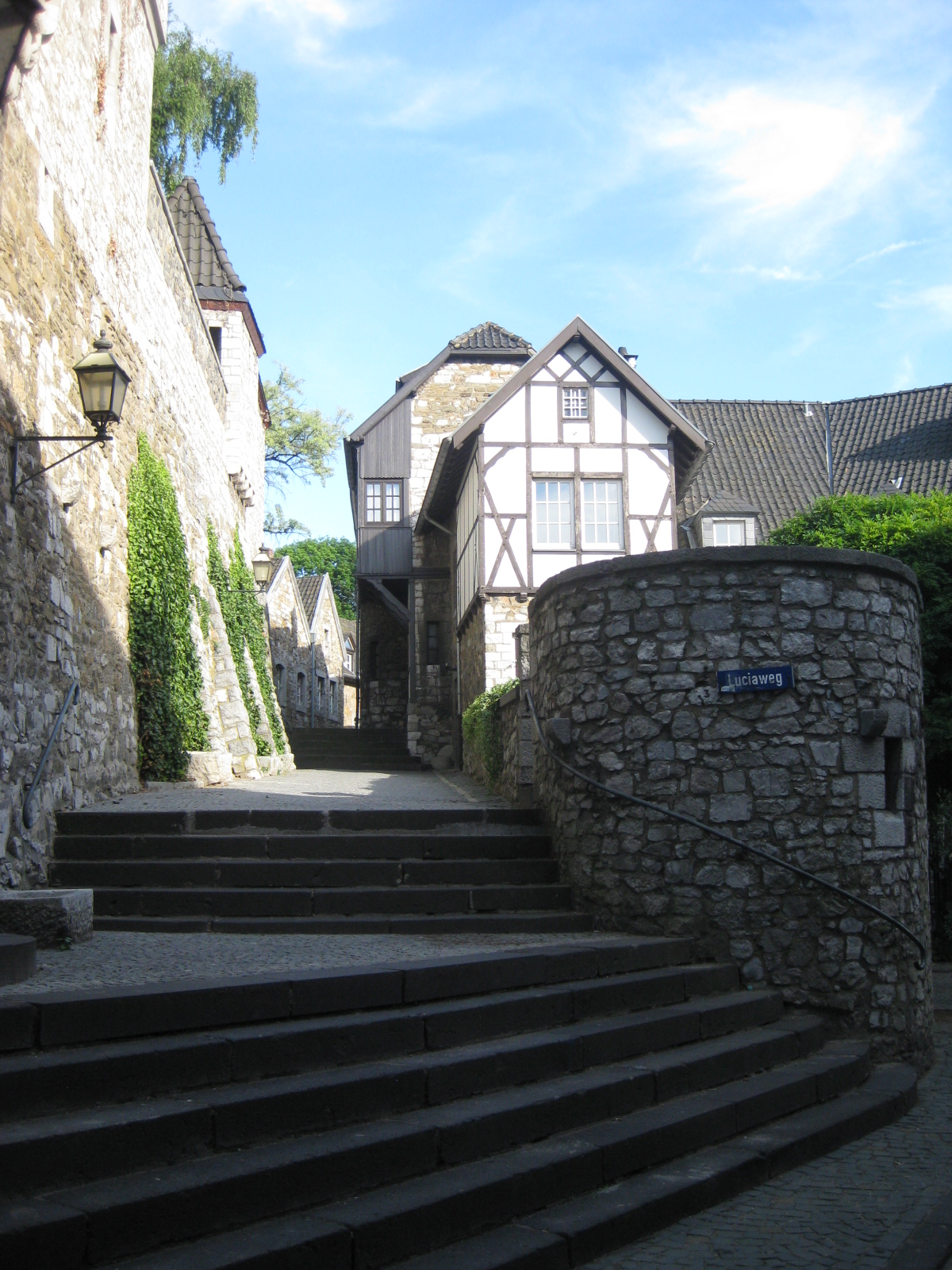
Stolberger Altstadt
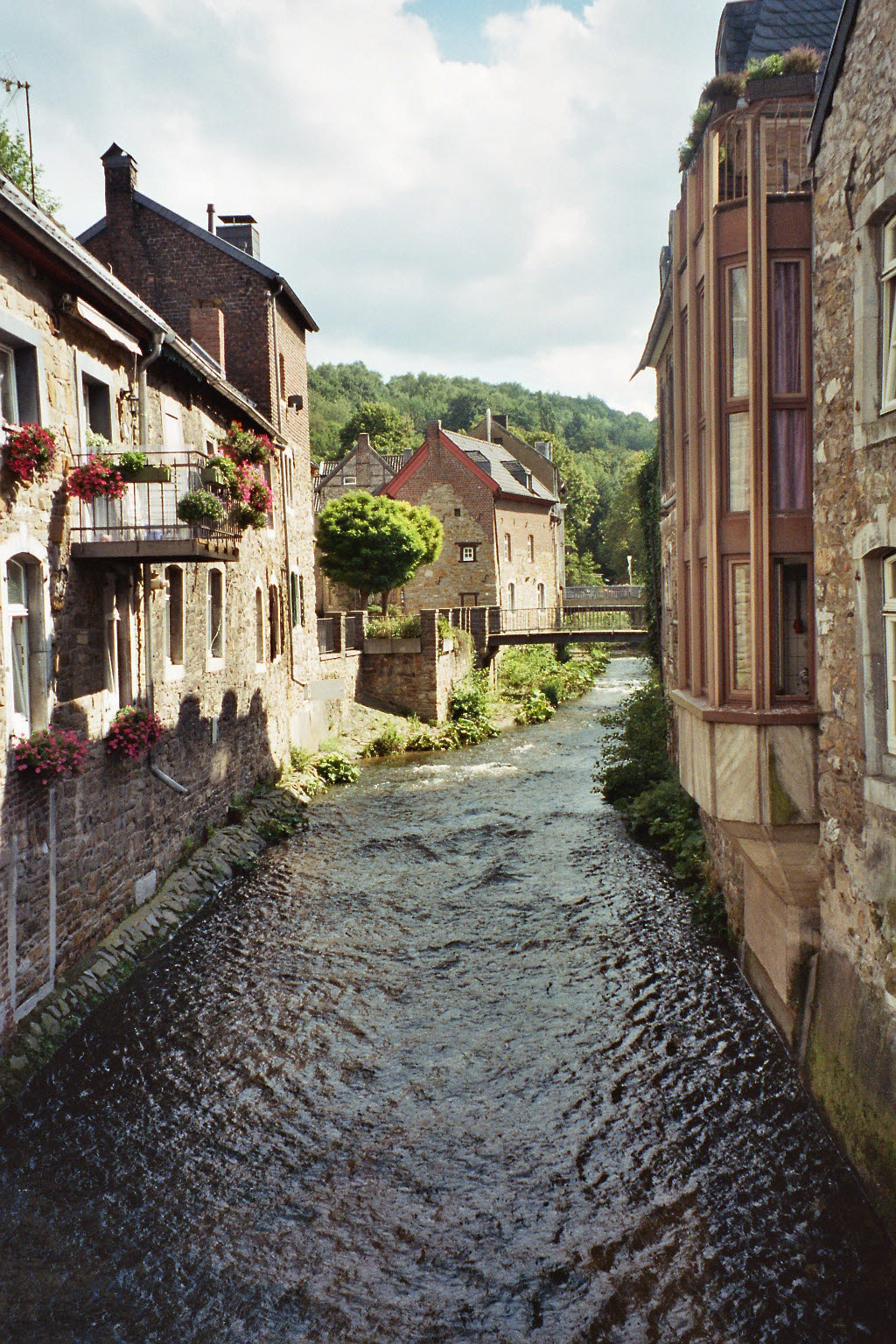
Vichtbach in Stolberg
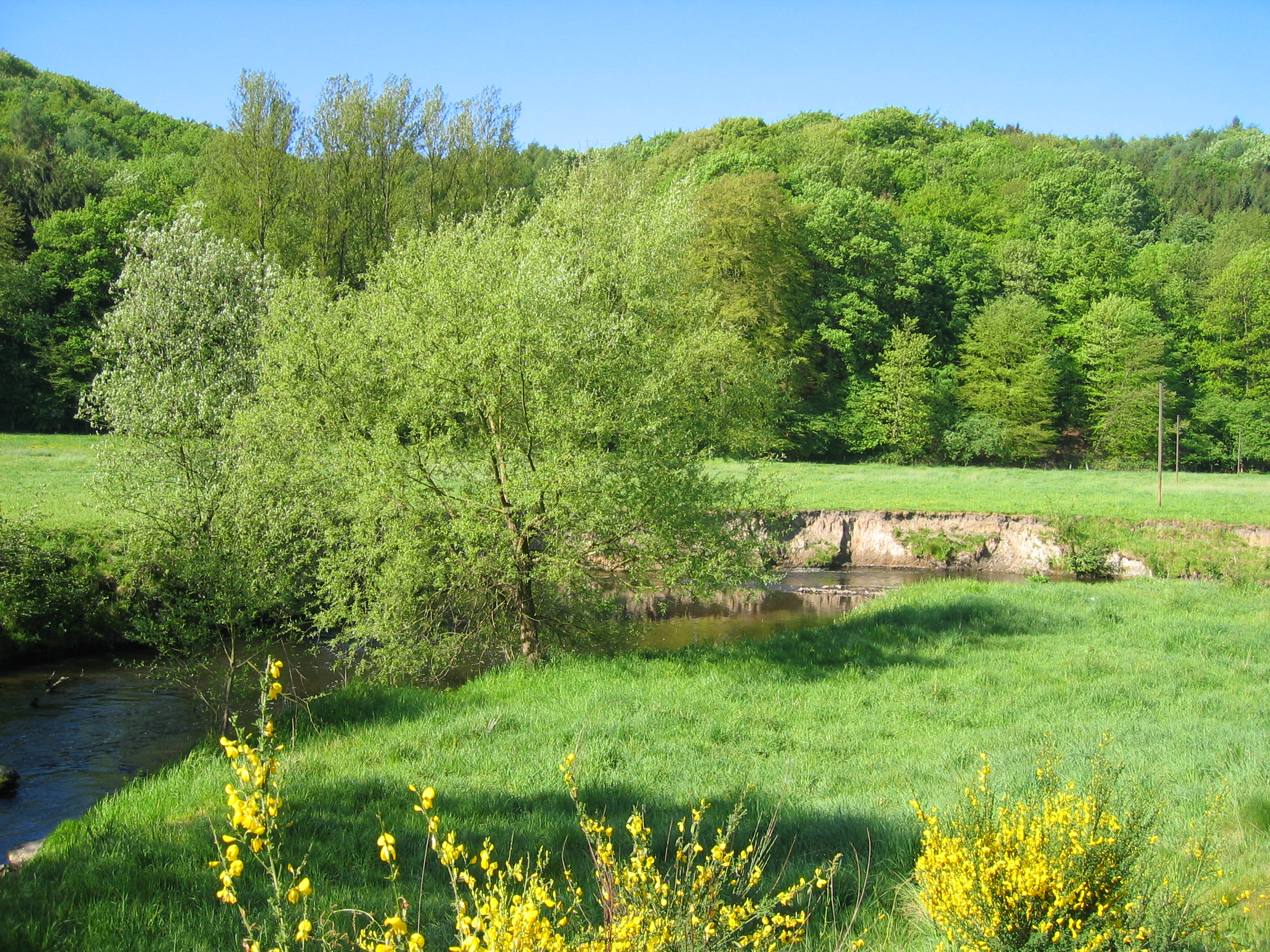
Mäandernde Wurm bei Kohlscheid
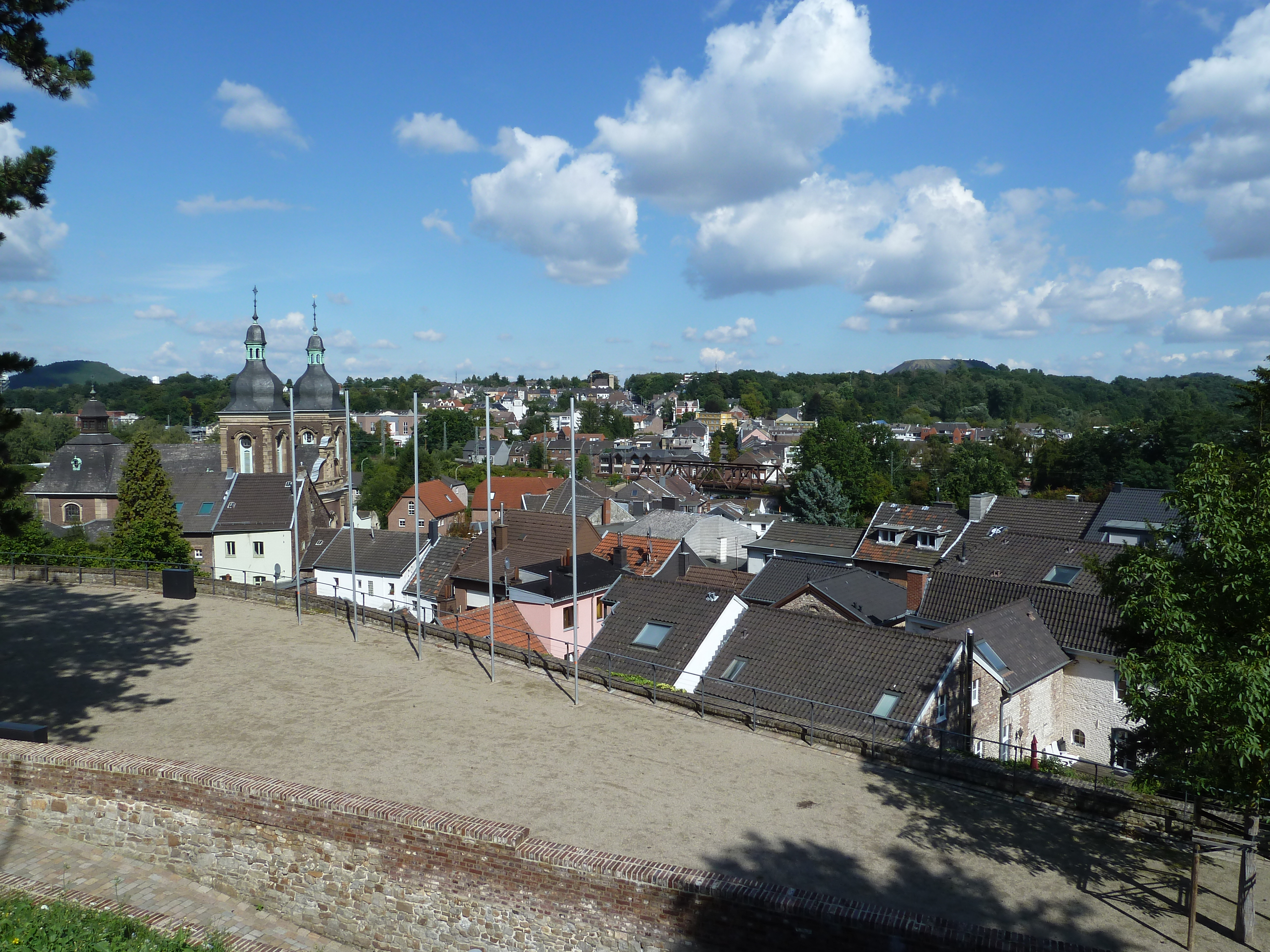
Blick auf Herzogenrath

Die Route verlässt Eschweiler führt vorbei am Talbahnhof Eschweiler durch den Stadtteil Röthgen, durchquert den Eschweiler Stadtwald und erreicht Oberstolberg (Knotenpunkt 91, Stolberg) nach circa 8,6 km. Dabei ist auf circa 5 km ein leichter Aufstieg mit 140 Höhenmetern bei 2 bis 3 % Steigung zu überwinden. In Oberstolberg befindet sich die Stolberger Altstadt. Sie reicht bis zu den Ursprüngen der Stadt zurück und bildet zusammen mit der Burg Stolberg den historischen Stadtkern. Mit Stolberg hat die Radroute Anschluss an die Bahnstrecke zum Hauptbahnhof Stolberg und von dort weiter Richtung Aachen und Köln sowie zur Euregiobahn. Mit dem Vichtbach verläuft die Radroute jetzt Richtung Norden durch mehrere Stolberger Stadtteile zum Knotenpunkt (87, Stolberg) in circa drei Kilometern Entfernung. Kurz vorher wird die Inde überquert, und circa 400 m nach dem Knotenpunkt wird ein Waldgebiet erreicht, durch das die Route bis zum 3 km entfernten Forthaus Schwarzenbruch führt. Kurz darauf quert der Radweg die Autobahn A44 und erreicht mit der Ortschaft Verlautenheide Aachener Stadtgebiet. Die Strecke läuft nun weiter durch Nirm, das zum Stadtteil Eilendorf gehört, und überquert mit der Nirmer Straße die Autobahn A544. Nach der Autobahn beginnt der Stadtteil Haaren, der durchquert wird. Entlang der Wurm am Rande der Innenstadt wird der große Kreisel am Europaplatz erreicht. Danach führt der Weg vorbei am Ludwig Forum für Internationale Kunst und durch den Kurgarten zur Altstadt. Die Entfernung vom Knotenpunkt 87 bis hier beträgt circa 13 Kilometer. Die Stadt Aachen bildet mit einer Reihe von Sehenswürdigkeiten sicherlich einen kulturellen Höhepunkt der Route. Sie bietet unter anderem den Aachener Dom, das Aachener Rathaus, das sogenannte Grashaus am Fischmarkt, das Haus Löwenstein am Markt sowie die Reste der Aachener Stadtbefestigung. Die letzten 400 m zum Markt sind als Stichstrecke ausgeschildert. Über diese führt dann der Weg aus der Stadt zurück zum Lousberg, der in circa einem Kilometer Entfernung erreicht wird. Die 264 Meter hohe, markante Erhebung im Norden der Stadt kann auf beiden Seiten auf der alternativ ausgeschilderten Route umfahren werden. Es geht danach weiter durch Wiesen und Felder zur Schleifmühle, die circa 3,5 km vom Marktplatz entfernt liegt. Danach wird die Autobahn A4 überquert und nach circa 3,5 km der Knotenpunkt (9, Würselen) und mit ihm erneut das Wurmtal erreicht. Der Weg folgt jetzt dem Lauf der Wurm durch Wiesen und kleine Waldstücke in leicht hügligem Gelände und erreicht nach circa 4,8 km über den Knotenpunkt (10, Herzogenrath) den Knotenpunkt (12, Herzogenrath). Von hier ist die Burg Wilhelmstein am anderen Wurmufer zu erkennen. Durch den Randbereich von Kohlscheid, das zur Stadt Herzogenrath gehört, wird das Wurmtal erreicht und nach circa 10 km Herzogenrath. Die letzten drei Kilometer werden von der Bahnstrecke Düren – Herzogenrath begleitet, außerdem werden die Knotenpunkte (13, Herzogenrath), (18, Herzogenrath) und (20, Herzogenrath) passiert. In der Stadt befindet sich die um 1100 erbaute Grenz- und Zollburg Burg Rode. Zwischen 1913 und 1978 diente die restaurierte Burg als Rathaus der Stadt Herzogenrath. Heute führt der Verein „Burg Rode Herzogenrath e. V.“ regelmäßige Veranstaltungen durch und bietet Führungen an.

### Herzogenrath – Gillrath
- Länge 20,4 km; Steigungen 57 Höhenmeter; Gefälle 93 Höhenmeter.
- Ca. 50 % der Strecke sind rennradgeeignet; der Rest für Tourenräder.
- ADFC-Schwierigkeitsgrad: leicht ca. 95 %; mittel ca. 5 %.
- Verkehrsbelastung: keine bis geringe.

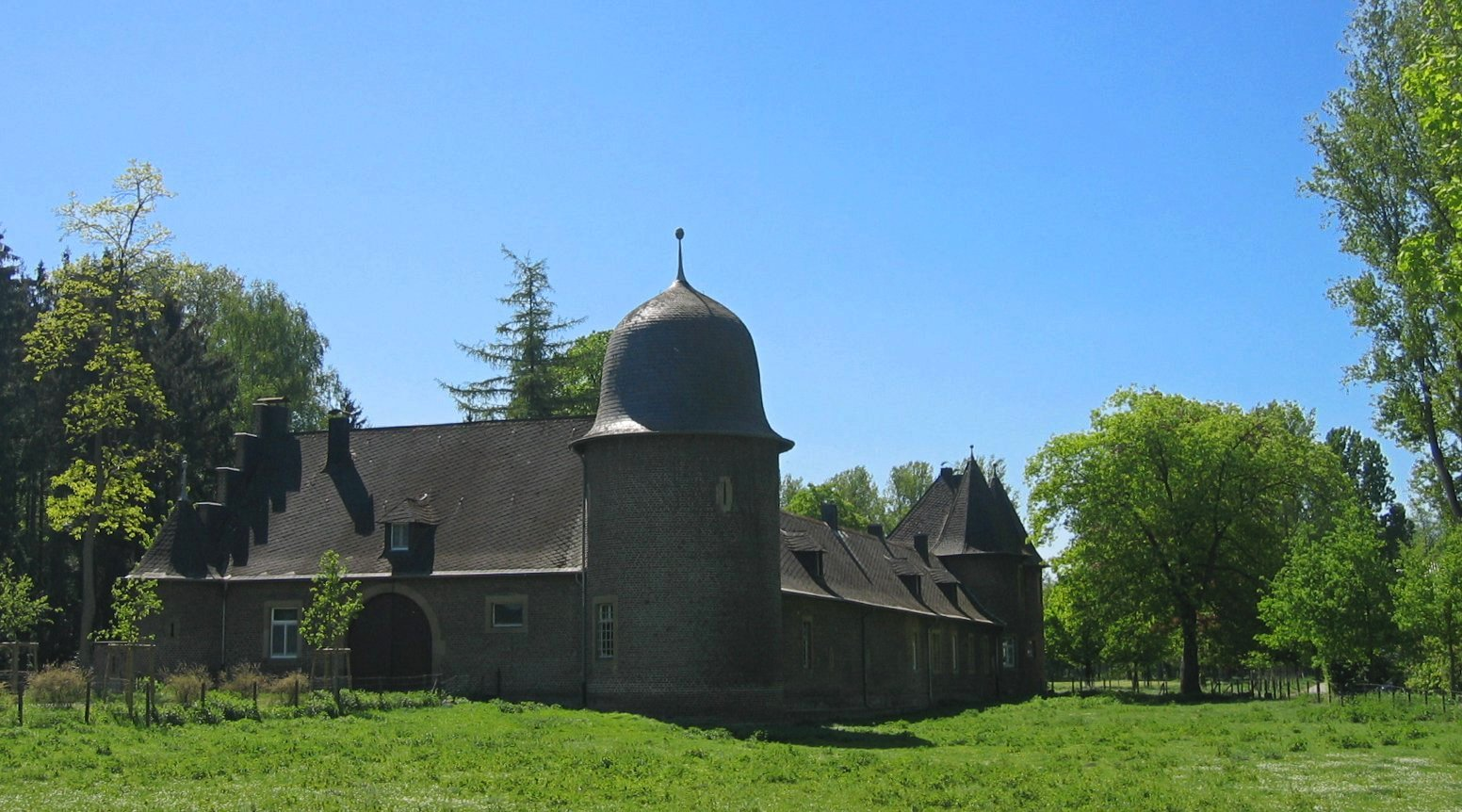
Schloss Rimburg
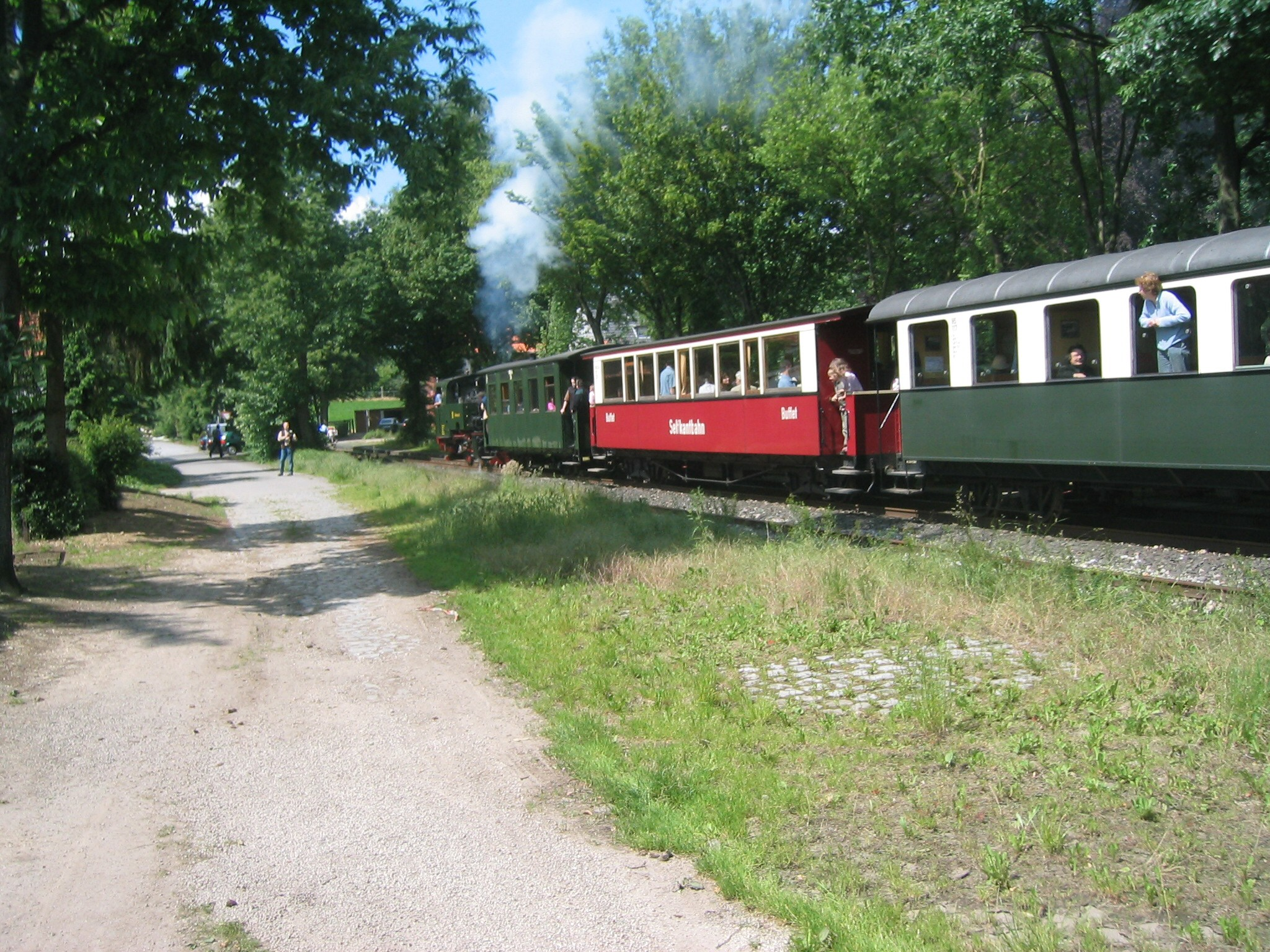
Zug der Selfkantbahn

Der Radweg verlässt Herzogenrath westlich des Bahnhofs, folgt den Gleisen durch das Wurmtal im deutsch-niederländischen Grenzgebiet und erreicht nach ca. 9,5 km den Knotenpunkt (62, Übach-Palenberg). Auf der Strecke liegen die Knotenpunkte (22, Herzogenrath), (36, Übach-Palenberg) und (61, Übach-Palenberg). Beim Knotenpunkt 61 befindet sich das Schloss Rimburg. Das gut erhaltene Wasserschloss stammt aus dem 12. Jahrhundert. Es liegt inmitten Jahrhunderte alter Eichen und Ahornbäume. Da es sich in Privatbesitz befindet, ist es der Öffentlichkeit nicht zugänglich. In der Nähe des Knotenpunktes 61 befindet sich das Naherholungsgebiet von Übach-Palenberg, wo 1981 die Fundamente eines römischen Badehauses entdeckt wurden. Nach der Restaurierung bieten sich anschauliche Einblicke in die Römerzeit. Am letzten Knotenpunkt der Teilstrecke befindet sich das Schloss Zweibrüggen. Das ehemalige Wasserschloss liegt in einem gepflegten Garten und erstrahlt in seinem weisen Anstrich. Das 1788 anstelle der dortigen Burg im klassizistischen Stil errichtete Schloss wird heute für kulturelle Veranstaltungen genutzt. Außerdem sind ein Standesamt und verschiedene Künstler-Ateliers dort untergebracht. Das Wurmtal wird jetzt verlassen, was für den Radler einen Anstieg von 28 Höhenmetern bedeutet, und der Willy-Dohmen-Park wird rechts passiert, bevor der nächste Knotenpunkt (65, Übach-Palenberg) nach 2,7 km erreicht wird. Der Park befindet sich auf dem Gelände einer ehemaligen Kies- und Sandgrube und stellt insbesondere im Mai, wenn die Rhododendren blühen, ein besonders lohnendes Ausflugsziel dar. Die Route führt jetzt weiter durch landwirtschaftlich geprägtes Gelände, durchquert die Orte Grotenrath und Neuteveren (Knotenpunkt 2, Geilenkirchen) und läuft dann vorbei am NATO-Flugplatz Geilenkirchen, um nach ca. 8 km den Knotenpunkt (3, Geilenkirchen) in Gillrath zu erreichen. Gillrath ist Endpunkt der Selfkantbahn, welche auf dem Reststück des nördlichen Streckenastes der Geilenkirchener Kreisbahnen bis Schierwaldenrath als Museumsbahn mit historischen Rollmaterial verkehrt.

### Gillrath – Hillensberg
- Länge 37,1 km; Steigungen 145 Höhenmeter; Gefälle 132 Höhenmeter.
- Ca. 65 % der Strecke sind rennradgeeignet; der Rest für Tourenräder.
- ADFC-Schwierigkeitsgrad: leicht ca. 97 %; mittel ca. 3 %.
- Verkehrsbelastung: keine bis geringe.

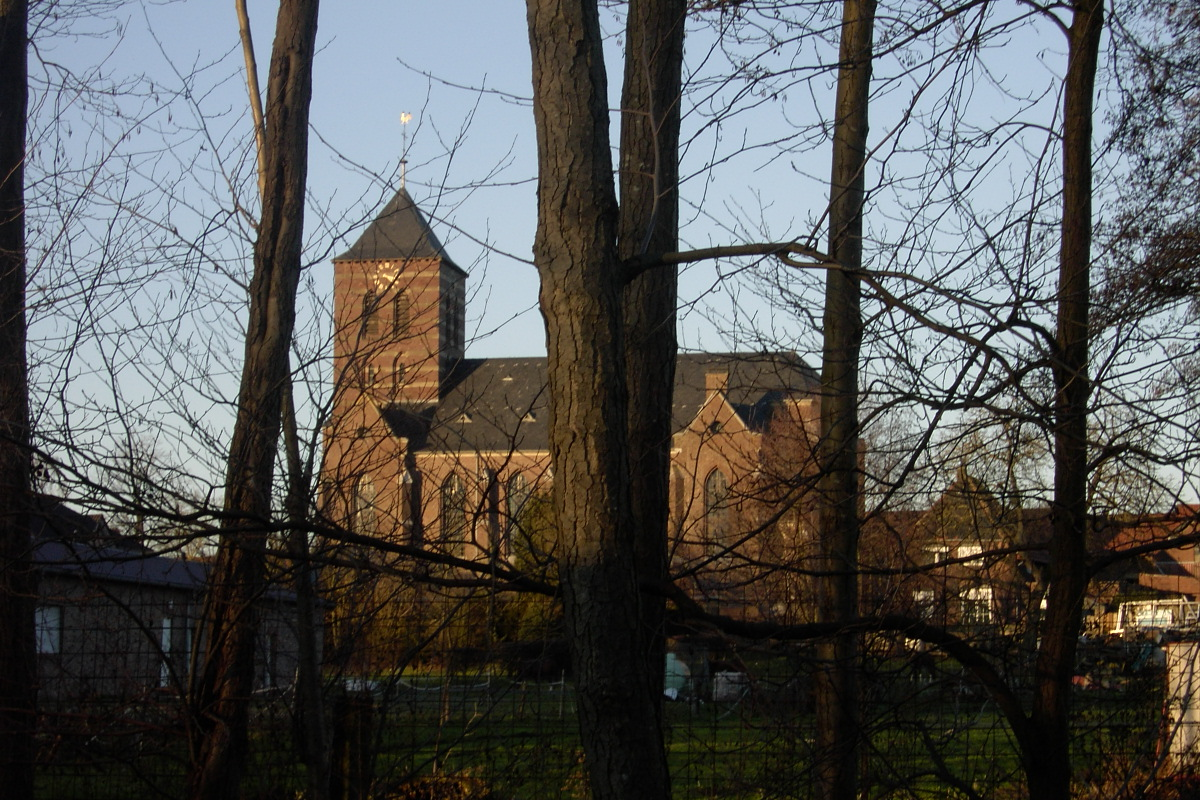
Kirche in Havert
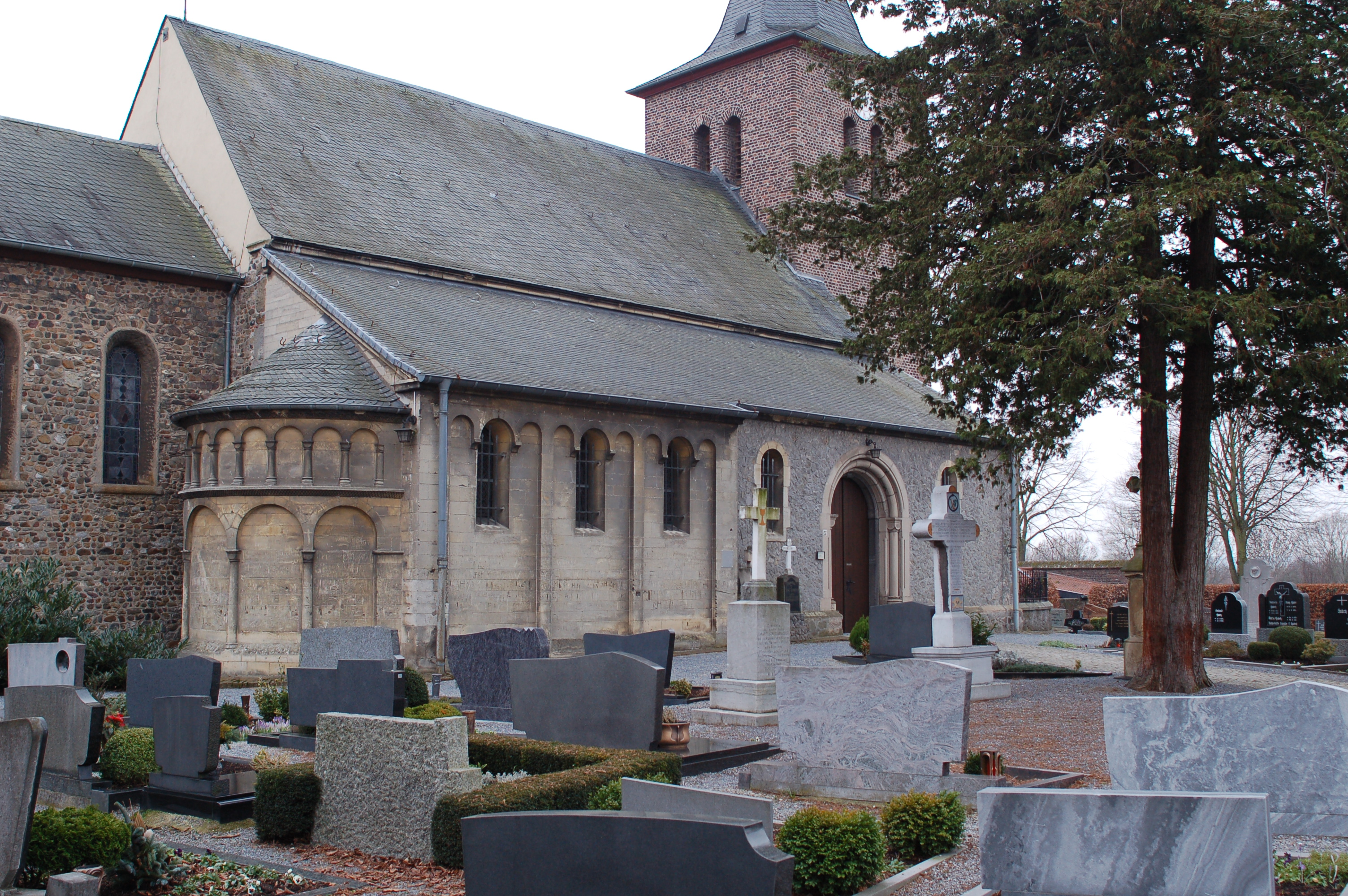
Ehem. Abteikirche Millen

Der Radweg wendet sich jetzt Richtung Westen und führt eben durch offenes Gelände über den Knotenpunkt (57, Gangelt) zum Knotenpunkt (51, Gangelt) in 5,6 km Entfernung. Auf der rechten Seite befindet sich hier das Freizeitzentrum Gangelt mit Freibad, Minigolfplatz und Bootsweiher. Nach 2,5 km folgen der Knotenpunkt (52, Gangelt) und der Wildpark Gangelt. Hier sind unter anderem Bären, Luchse, Wölfe, Elche und Hirsche zu sehen. Außerdem gibt es eine Greifvogelzuchtstation mit täglichen Freiflugvorführungen. Nach dem Durchfahren eines Waldstückes wird nach 2,7 km der Ort Süsterseel (Knotenpunkt 44, Selfkant) erreicht. Er gehört zu Selfkant, der westlichsten Gemeinde Deutschlands. Die Route wendet sich jetzt nordwärts, führt durch Ackergelände und zwei weitere Ortsteile von Selfkant und erreicht nach 5,1 km ein Waldgebiet. An dessen südlichem Rand verläuft der Weg jetzt Richtung Westen zum Knotenpunkt (43, Selfkant) im Ortsteil Havert, der nach weiteren 4,1 km erreicht wird. Durch das weiterhin landwirtschaftlich geprägte Gelände führt der Weg in einem weiten Linksbogen zum 4,1 km entfernten Knotenpunkt (42, Selfkant) im Ortsteil Schalbruch, danach weiter, sich jetzt südlich wendend, in den Ortsteil Millen in 4,7 km Entfernung. Der Ort kann auf eine lange Geschichte zurückblicken. Die dortige Burg war bis zum Verkauf der Herrschaft Millen 1282 an Dietrich II. von Heinsberg Sitz der Herren von Millen. Vom Beginn des 12. Jahrhunderts bis zum Jahr 1802 bestand in Millen ein Benediktinerkloster. Die heute noch vorhandene und damals bereits bestehende Kirche St. Nikolaus wurde vom Kloster als Propsteikirche genutzt. Das Äußere der Kirche bestimmen romanische Formen, das Innere wird von der umfangreichen, im Wesentlichen aus dem 17. Jahrhundert stammenden Stuckatur der Wände und Decken geprägt. Die Burg Millen liegt seit der Grenzziehung durch den Wiener Kongress auf der anderen Seite des Rodebachs auf niederländischem Gebiet. Nach weiteren 1,7 km wird der Knotenpunkt (41, Selfkant) im Ortsteil Tüddern erreicht. Hier befindet sich ein Bauernmuseum. Auf ca. 2000 m² zeigt das Museum Heimatgeschichte anhand alter Traktoren, Dreschmaschinen und landwirtschaftlichen Gerätes. Der Radweg erreicht dann nach 7 km über den Knotenpunkt (46, Selfkant) im Ortsteil Wehr das Etappenziel Hillensberg (Knotenpunkt 45, Selfkant).

### Hillensberg – Voerendaal
- Länge 47,9 km; Steigungen 42 Höhenmeter; Gefälle 99 Höhenmeter.
- Nicht rennradgeeignet; Tourenrad wird empfohlen.
- ADFC-Schwierigkeitsgrad: leicht ca. 40 %; mittel ca. 60 %.
- Verkehrsbelastung: keine bis geringe.

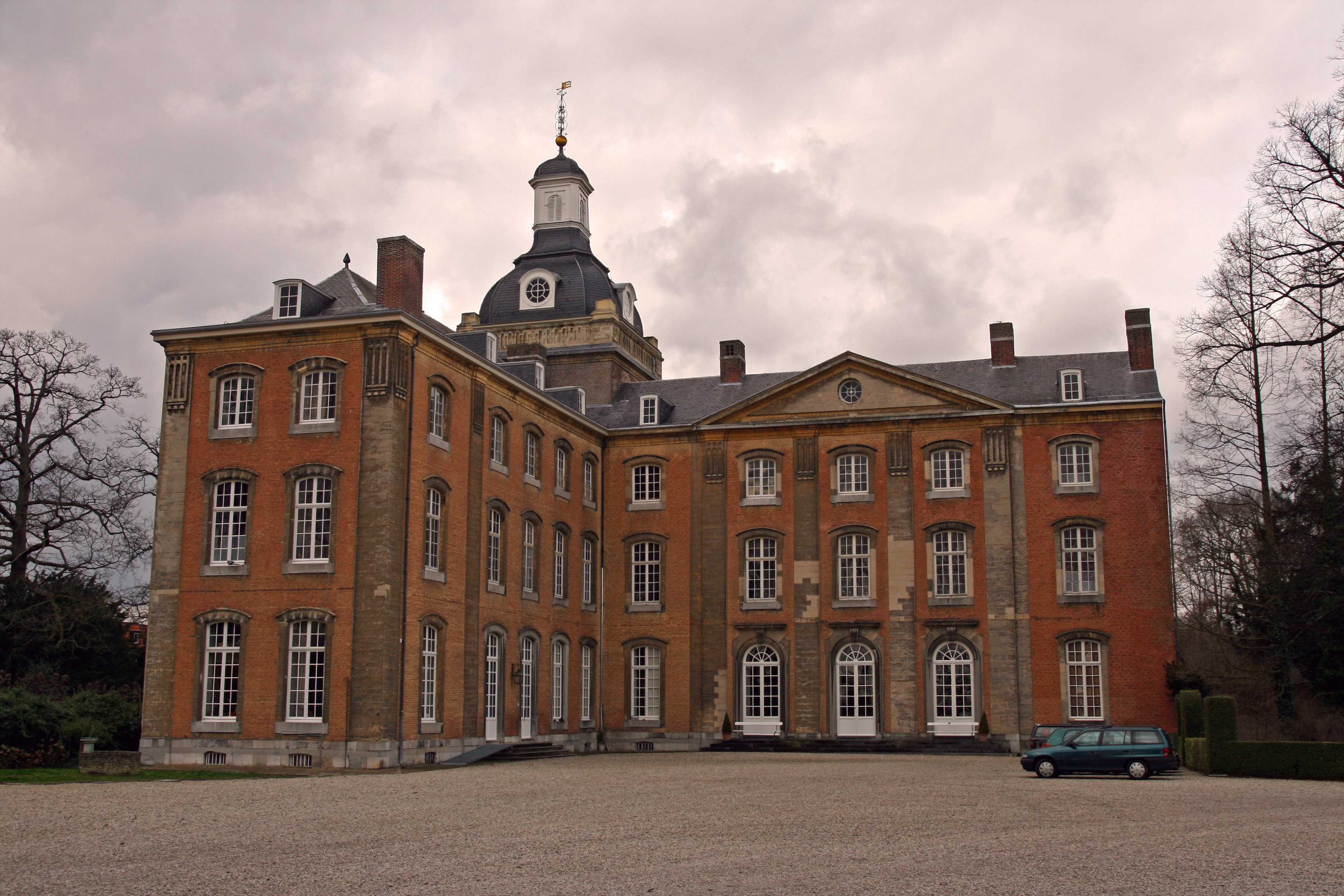
Schloss Amstenrade
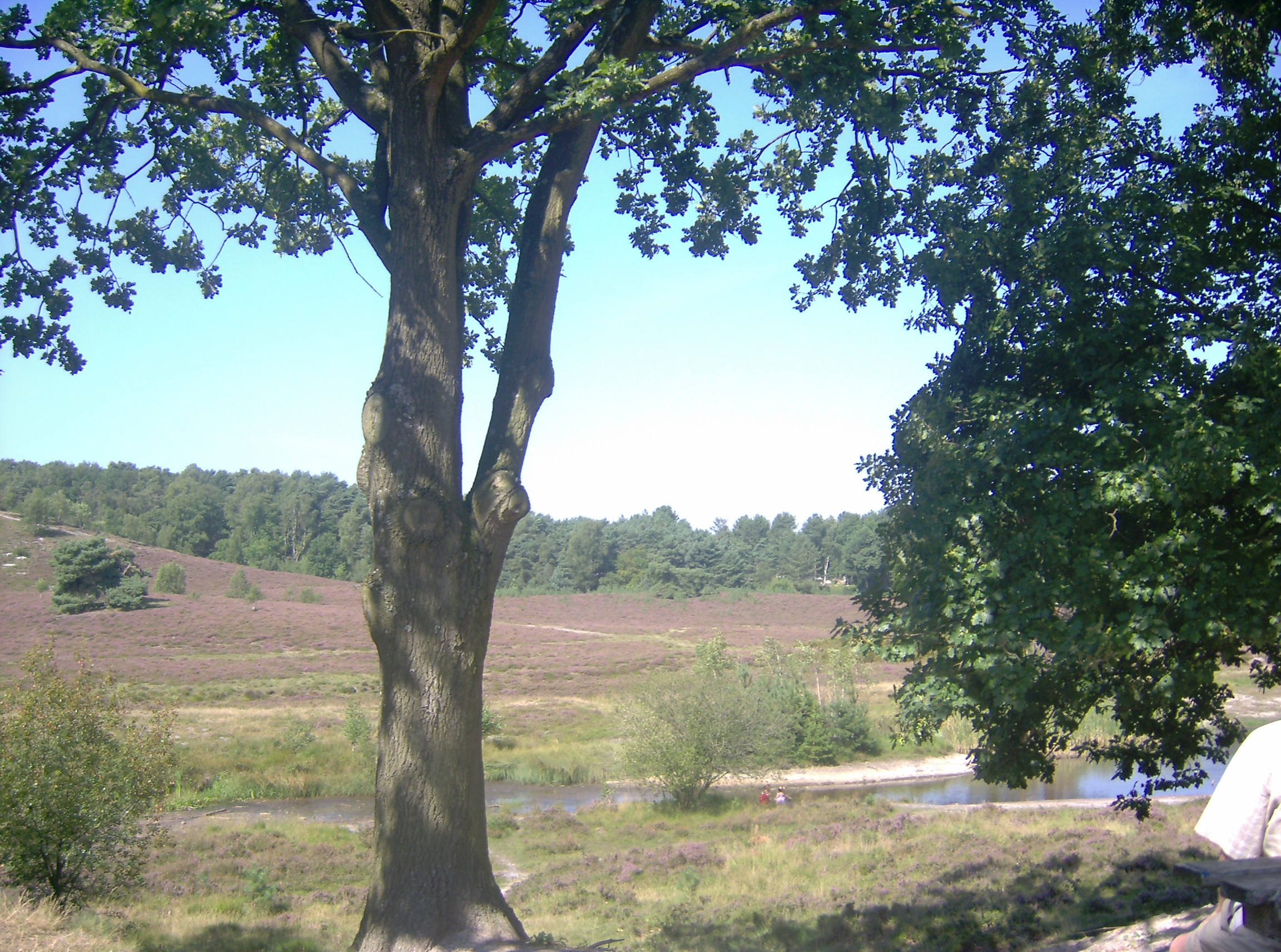
Brunssummer Heide
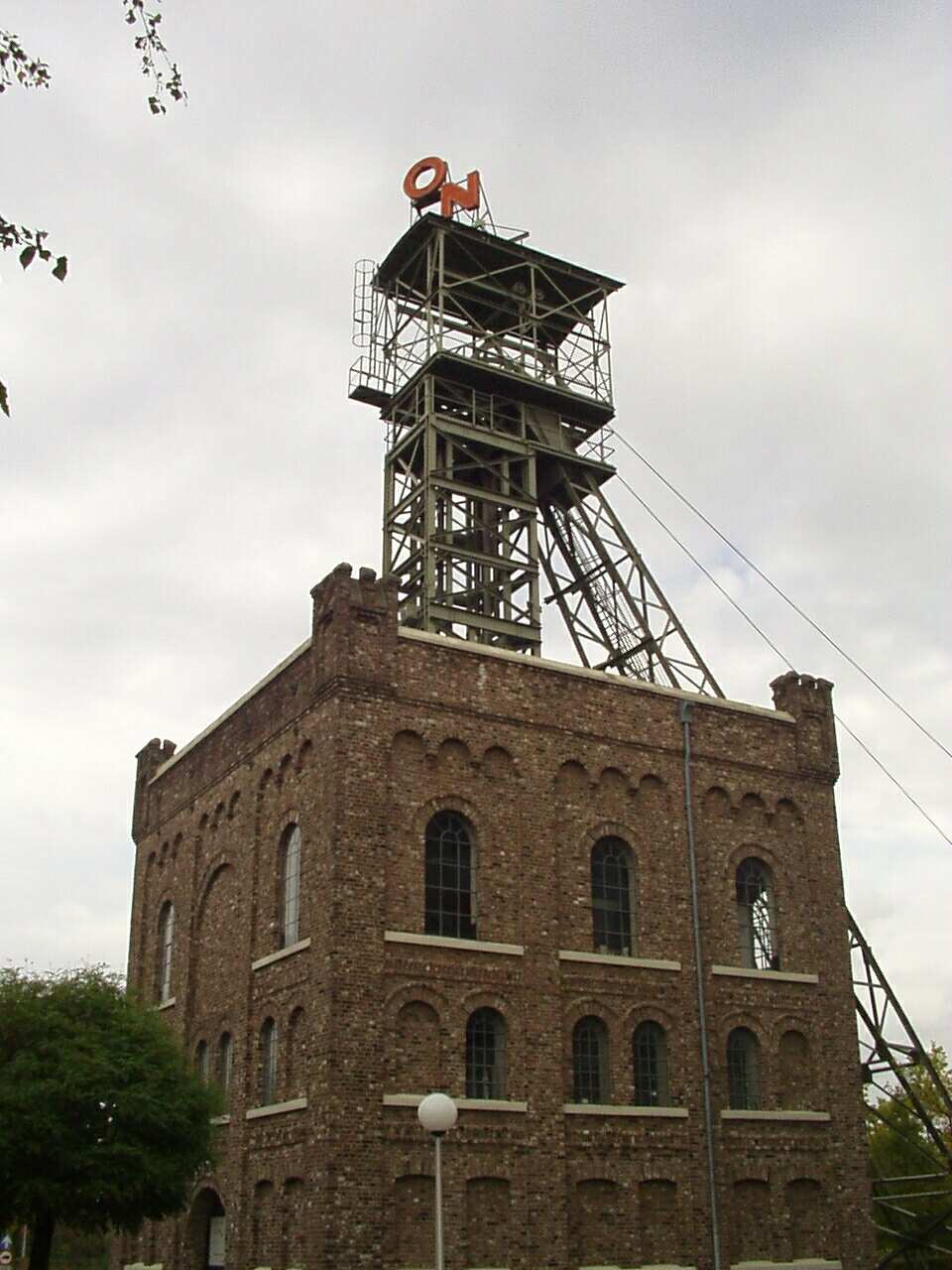
Ehem. Förderturm der Zeche Oranje-Nassau I
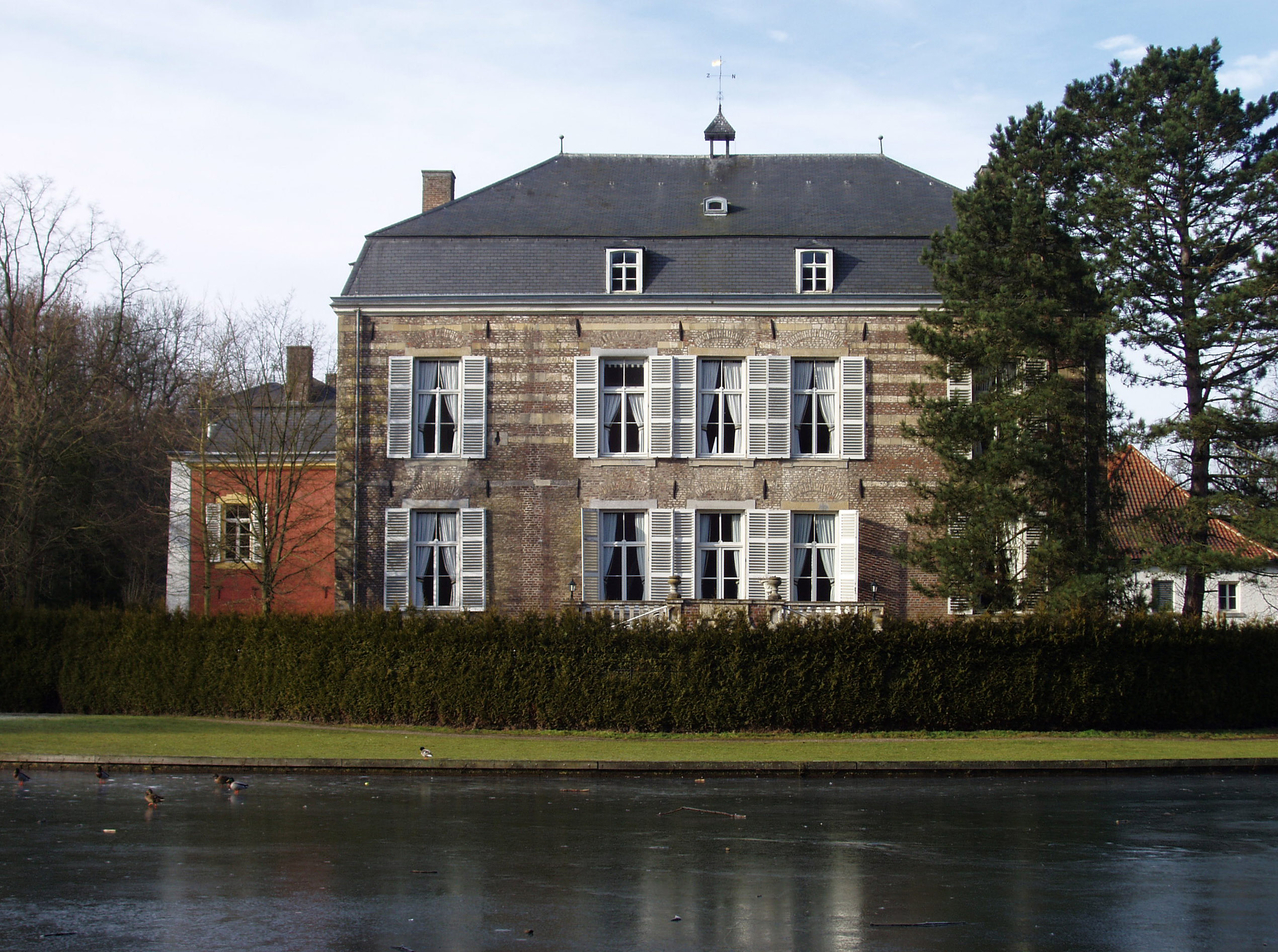
Kasteel Strijthagen
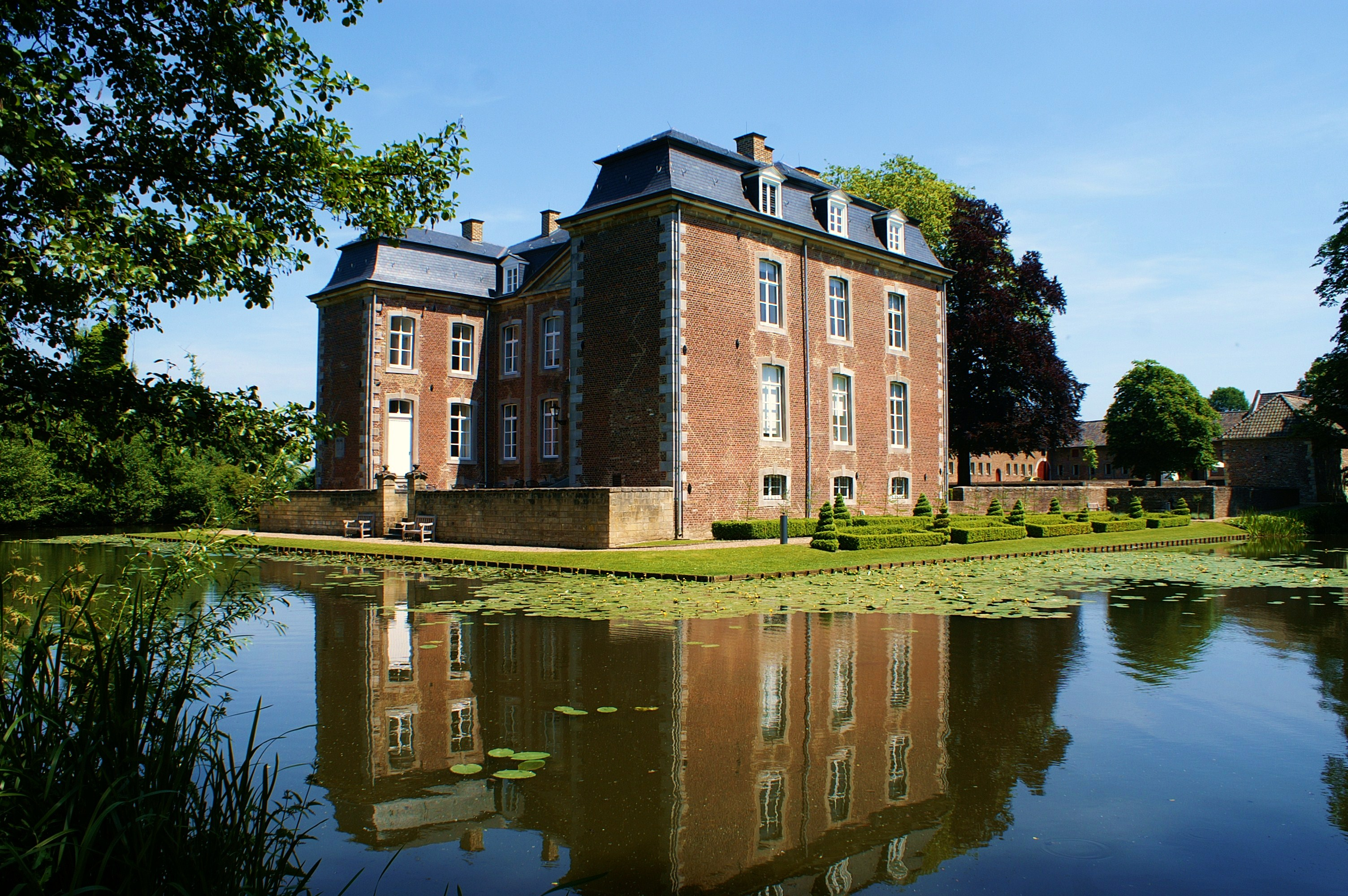
Kasteel Cortenbach

Von Hillensberg führt die Route auf niederländischem Gebiet über die Ortschaft Doenrade, wo sich ein Schloss befindet, das heute als Hotel genutzt wird, nach Oirsbeek (Knotenpunkt 34, NL) der nach ca. 4 km erreicht wird. Beide Orte gehören zur Gemeinde Schinnen. Der Radweg verläuft dann nach Amstenrade mit seinem von einem großen Park umgebenen Schloss aus dem 17. Jahrhundert. Aus dieser Zeit stammt noch der viereckige Turm. Das ebenfalls erhaltene Hauptgebäude stammt aus dem 18. Jahrhundert und ist im Stil des Lütticher Klassizismus ausgeführt. Im Anschluss geht es durch ländliches Gebiet über den Knotenpunkt (27, NL) nach Merkelbeek (Knotenpunkt 28, NL), das zur Gemeinde Onderbanken gehört, und danach in östliche Richtung, wo nach 8,5 km Schinveld (Knotenpunkt 30, NL) erreicht wird. Hier befindet sich die Gemeindeverwaltung von Ondenbanken. Von Schinveld geht es jetzt in südliche Richtung zum Knotenpunkt (33, NL) und weiter vorbei am See Kattenkoelenvijver durch den Schutterspark, ein Naherholungsgebiet und ehemaliger Braunkohlentagebau. Der Park gehört zur Gemeinde Brunssum. An dessen bekanntester Einrichtung, dem NATO-Hauptquartier Allied Joint Force Command Brunssum, führt die Route vorbei zum Knotenpunkt (74, NL) (5,7 km). Auf diesem Gelände befand sich bis 1973 die größte Zeche der Niederlande, die Staatsmijn Hendrik. Mit der Erschließung des Kohlefeldes wurde 1913 begonnen, und in den folgenden Jahrzehnten bestimmte dies maßgeblich die Entwicklung der Gemeinde. Die Route führt jetzt durch das Waldgebiet der Brunssumer Heide über die Knotenpunkte (79, NL), (78, NL) nach (48, NL) am Rand von Heerlen. Heerlen hat eine Eisenbahnverbindung nach Maastricht und auch nordwärts über Sittard-Geleen und Roermond nach Eindhoven und Venlo. Über die Euregiobahn ist die Stadt mit Herzogenrath, Aachen und Düren verbunden. Auch für die Entwicklung von Heerlen hat der Bergbau entscheidende Bedeutung. Um das Jahr 1900 förderte man die erste Kohle auf der Zeche Oranje-Nassau I. Sie sollte 1974 auch die letzte sein, die stillgelegt wurde. Die Route führt jetzt am östlichen Stadtrand entlang, quert den Euregioweg, erreicht die Gemeinde Landgraaf, führt dann nach Osten entlang der Bahngleise, bevor diese überquert werden, und erreicht den Knotenpunkt (47, NL) nach ca. 5 km. Auch in Landgraaf begann um 1900 die Steinkohleförderung, was zu einer Wandlung der Agrarwirtschaft in eine Industrielandschaft führte. Unter dem Niedergang der Montanindustrie in den 1960er Jahren hatte die Stadt genauso zu leiden wie die gesamte Region. Die letzte Steinkohlengrube Oranje-Nassau II stellte 1971 ihren Betrieb ein. Der Bahnhof von Landgraaf liegt an den Strecken Heerlen – Kerkrade (Millionenlinie) und der Euregiobahn nach Deutschland über Herzogenrath. Der Radweg verläuft über ca. 8 km in südliche Richtung zu den Knotenpunkten (46, NL) und (43, NL) am Cranenweyer vorbei, der zu Kerkrade gehört. Danach wendet sich der Weg wieder nach Westen und führt vorbei am Tierpark Gaiazoo über die Knotenpunkte (44, NL), (9, NL) nach 4,1 km zum Kasteel Strijthagen am Knotenpunkt (45, NL). Das Schloss (deutsch: Schloss Streithagen) ist der einzige intakte adelige Landsitz im Gemeindegebiet von Landgraaf. Erst mit der Einrichtung des Themenparks „Mondo verde“ wurde dem Schloss wieder öffentliche Aufmerksamkeit zuteil. Renoviert dient es nun als Touristenattraktion und als Anschauungsbeispiel „maasländischer Idylle“ vergangener Jahrhunderte. Die Radroute verläuft jetzt über 11 km durch mehrere Stadtteile von Landgraaf. Dabei werden die Knotenpunkte (49, NL), (50, NL), (51, NL) passiert, bevor mit dem Knotenpunkt (53, NL) die Autobahn A76 gequert wird. Anschließend verläuft der Weg entlang der Bahngleise und erreicht nach 1,5 km das Etappenziel Voerendaal. Nahe der Route befindet sich das Schloss Kasteel Cortenbach, dessen Ursprünge auf eine mittelalterliche Burg zurückgehen. Das heutige Schloss wurde um 1713 als eine Villa des Aachener Kaufmanns Herman Lamberts gebaut. Es befindet sich in Privatbesitz und ist nicht öffentlich zugänglich.

### Voerendaal – Berg aan de Maas
- Länge 40,3 km; Steigungen 115 Höhenmeter; Gefälle 142 Höhenmeter.
- Nicht rennradgeeignet; Tourenrad wird empfohlen.
- ADFC-Schwierigkeitsgrad: leicht ca. 55 %; mittel ca. 45 %.
- Verkehrsbelastung: keine bis geringe.

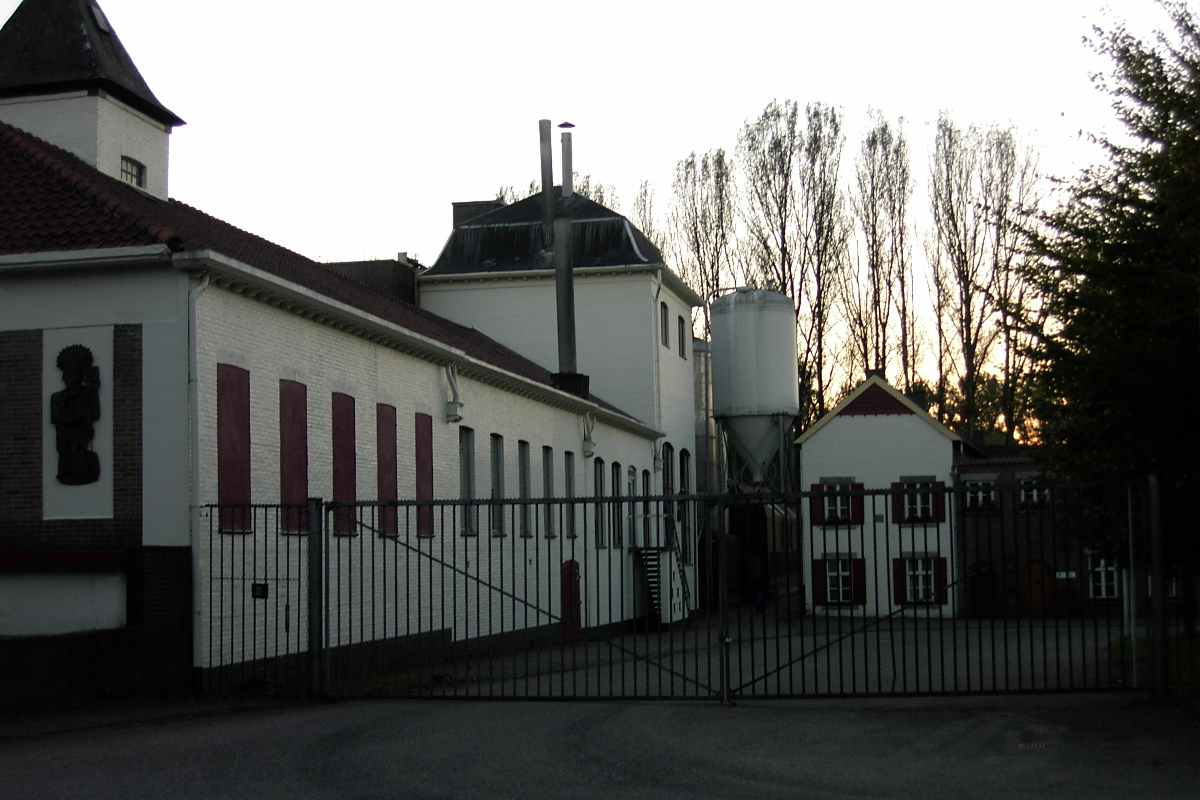
Alfa Brauerei
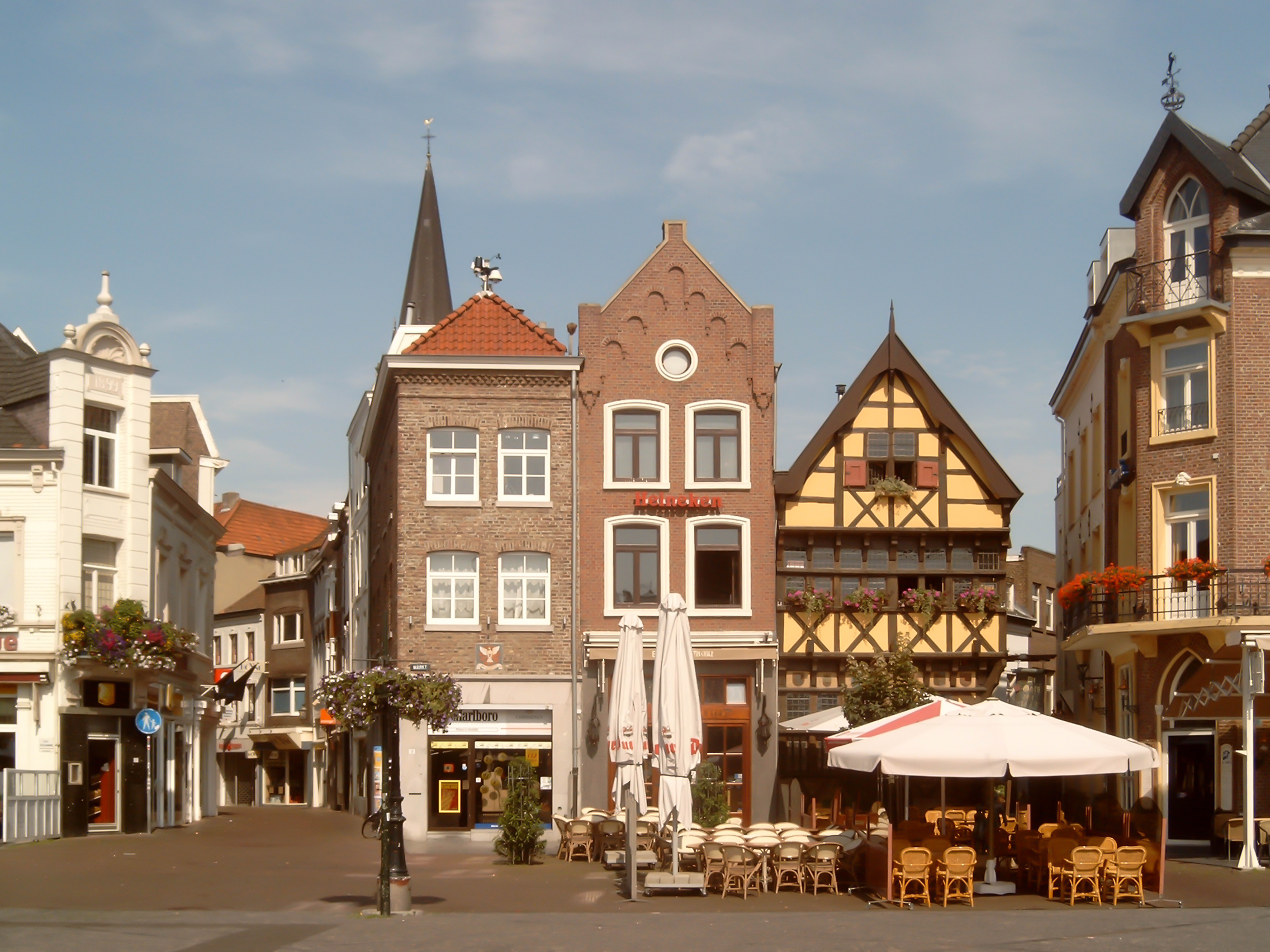
Altstadt Sittard
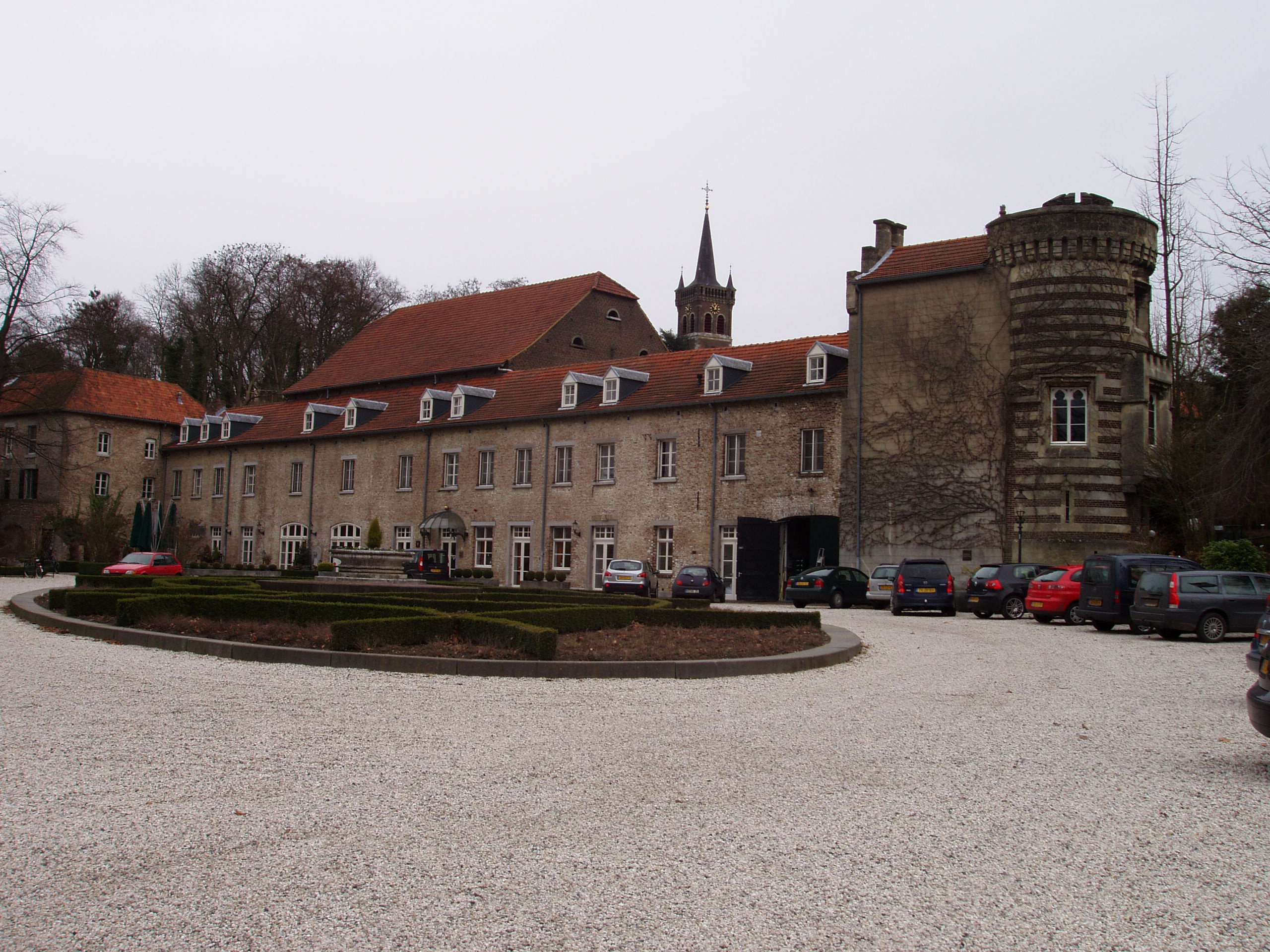
Kasteel Elsloo
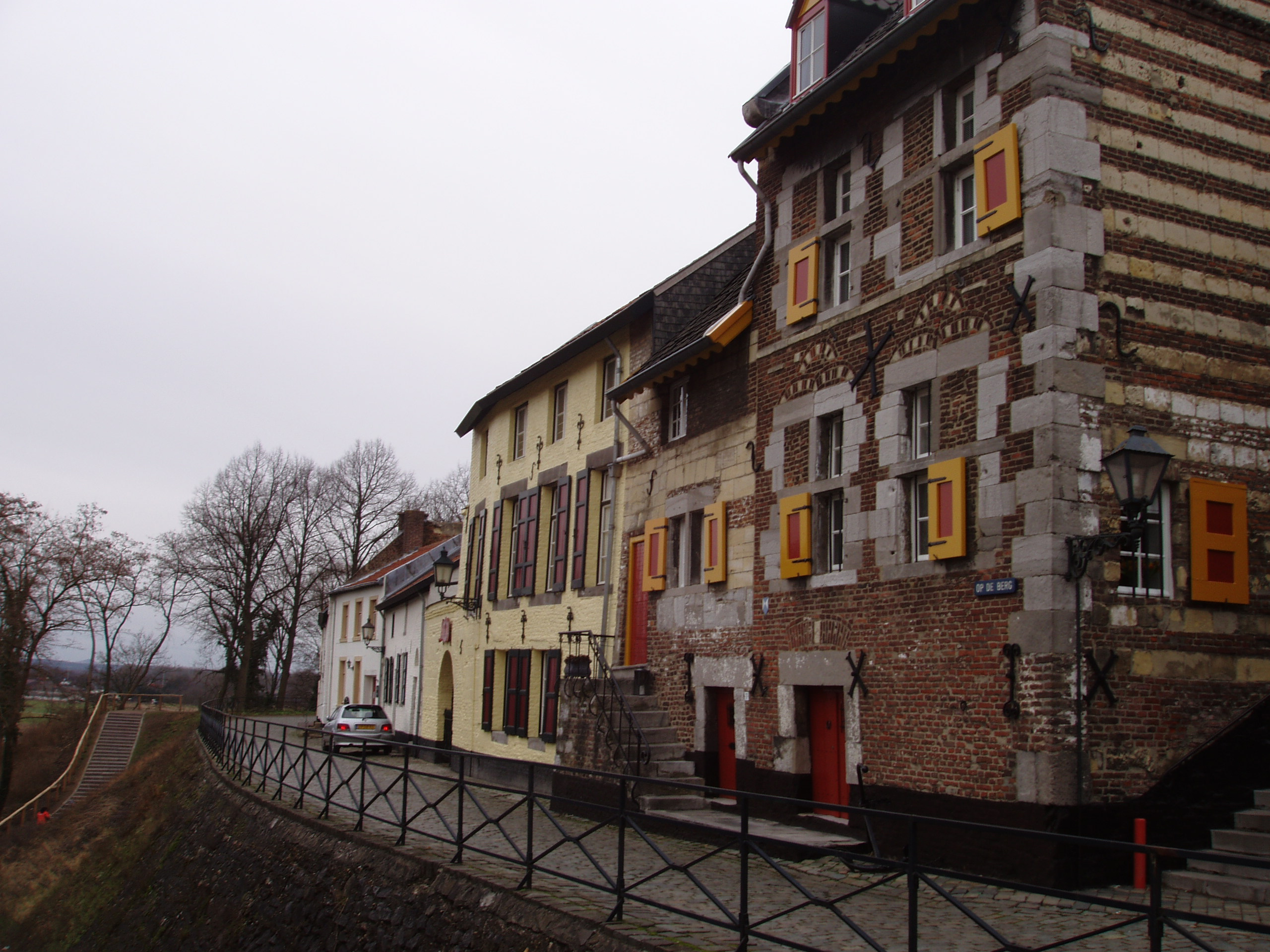
Op de Berg in Elsloo

Von Voerendaal verläuft die Route ca. 5 km in westlicher Richtung über den Knotenpunkt (55, NL) zum Knotenpunkt (25, NL), wo sie erneut die Autobahn A76 und zusätzlich eine Bahnstrecke quert und die Heerlener Siedlung Schuureik erreicht, die zum Stadtteil Hoensbroek gehört. Hier bestand in den Jahren von 1911 bis 1973 das Steinkohlebergwerk Staatsmijn Emma. Der nächste Knotenpunkt (24, NL) befindet sich dann in 3,5 km Entfernung im zu Schinnen gehörenden Ort Thull. Hier ist die Bierbrauerei Alfa Bierbrouwerij beheimatet. Der Weg führt 3,3 km weiter am Weiher Muldenplas vorbei durch Schinnen zum Knotenpunkt (36, NL), wo ein Waldgebiet erreicht wird. Die Route wird zeitweise begleitet von Bachlauf des Geleenbeek. Die Radroute durchquert jetzt das Waldstück nach Norden und folgt auf der anderen Seite ein Stück dem Waldrand, führt dann weiter westlich in den Ort Sweikhuizen, der noch zu Schinnen gehört. Im Ort zweigt die Route wieder Richtung Norden ab und erreicht nach ca. 4 km den Knotenpunkt (38, NL) am Ortsrand von Geleen, das zur Stadt Sittard-Geleen gehört. Die Stadt besitzt eine der bedeutendsten Industriezonen der Niederlande. In Geleen befinden sich große Anlagen der Chemiekonzerne SABIC und DSM. Im Stadtteil Born liegt das Autowerk NedCar. Auch der Philips-Konzern hat hier einen Betrieb. Dazu kommen noch mehrere Zuliefer-, Handels- und Dienstleistungsunternehmen. Der Knotenpunkt liegt unweit des Bahnhofs Geleen Oost an der Bahnstrecke Sittard–Herzogenrath. Die Route wendet sich nun gegen Süden, verläuft am Ortsrand von Geleen, quert erneut die A76 und erreicht den Knotenpunkt (37, NL) im Ortsteil Spaubeek der Gemeinde Beek. Weiter führt die Strecke über die Knotenpunkte (22, NL) und (21, NL), wo dann ca. 7,5 km seit dem Erreichen von Geleen zurückgelegt wurden. Die Route führt jetzt an den nördlichen Rand des Maastricht Aachen Airports, bevor sie die Autobahn A2 quert und den Knotenpunkt (45, NL) im Ortsteil Elsloo der Gemeinde Stein erreicht. Kurz vorher führt der Weg an Park und Burg Kasteel Elsloo vorbei, wo heute ein Hotel und ein Restaurant untergebracht sind. Vom letzten Knotenpunkt aus wurden 7 km zurückgelegt. Jetzt befindet sich der Radler am Ortsrand von Elsloo vor einer Brücke über den Julianakanal. Dieser Kanal begleitet die hier nicht schiffbare Maas auf rund 36 Kilometern zwischen Maastricht und Maasbracht und ist damit ein sogenannter Seitenkanal. Bis zum Etappenziel Berg aan de Maas, das noch zur Gemeinde Stein gehört, und dem Knotenpunkt (50, NL) sind es jetzt noch 9 km. Die Route führt dabei in nördliche Richtung zum Knotenpunkt (33, NL), am Ortsrand von Stein entlang, quert die Autobahn A67 und kurz darauf den Julianakanal. An dessen westlichem Ufer verläuft die Strecke vorbei am Steiner Hafen durch den Ortsteil, und kurz darauf wird das Etappenziel Berg aan de Maas erreicht.

### Berg aan de Maas – Viversel
- Länge 86,6 km; Steigungen 347 Höhenmeter; Gefälle 348 Höhenmeter.
- Nicht rennradgeeignet; Tourenrad wird empfohlen.
- ADFC-Schwierigkeitsgrad: leicht ca. 70 %; mittel ca. 30 %.
- Verkehrsbelastung: keine bis geringe.

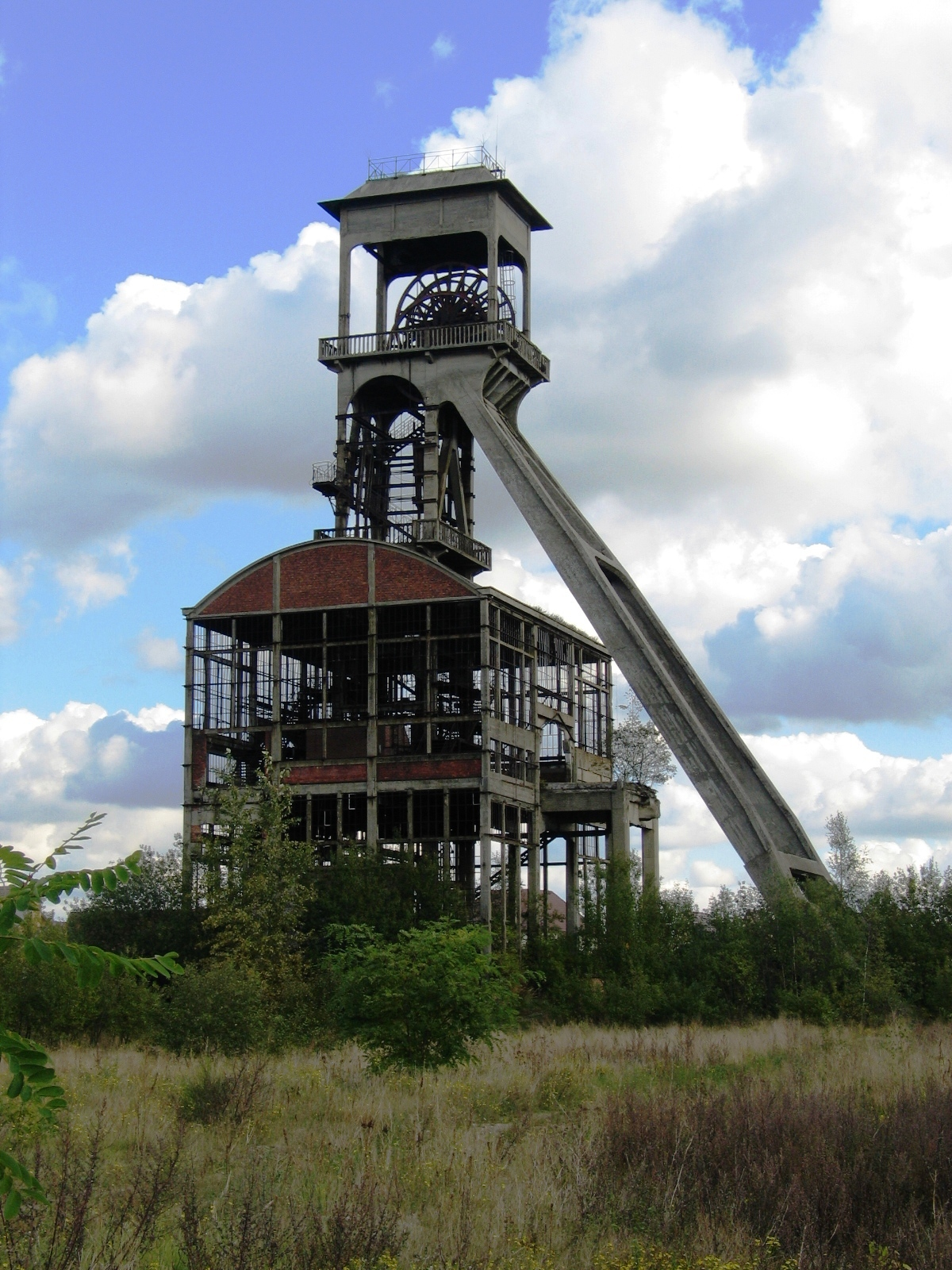
Ehem. Föderschaft in Eisden
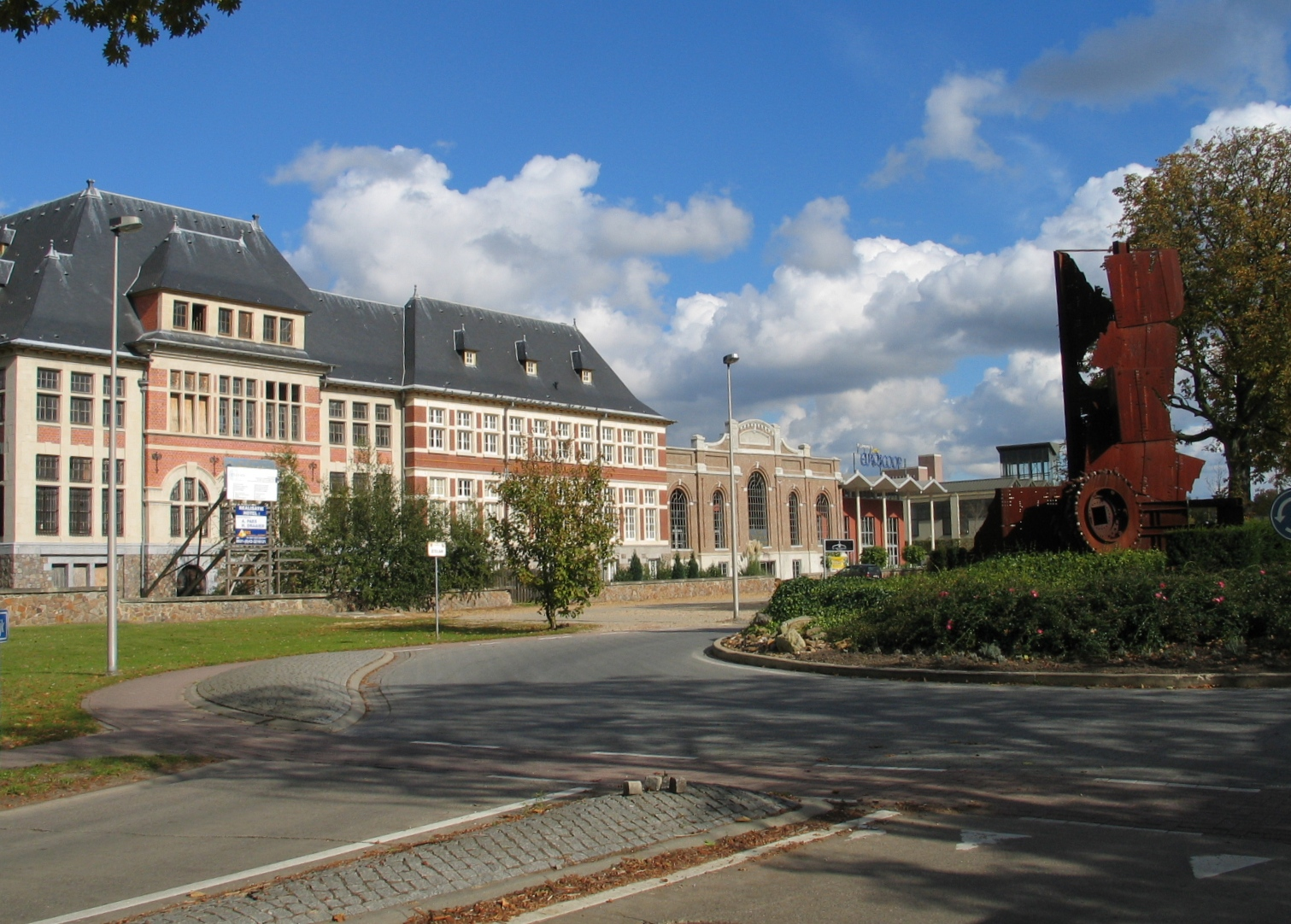
Restaurierte Minengebäude in Eisden
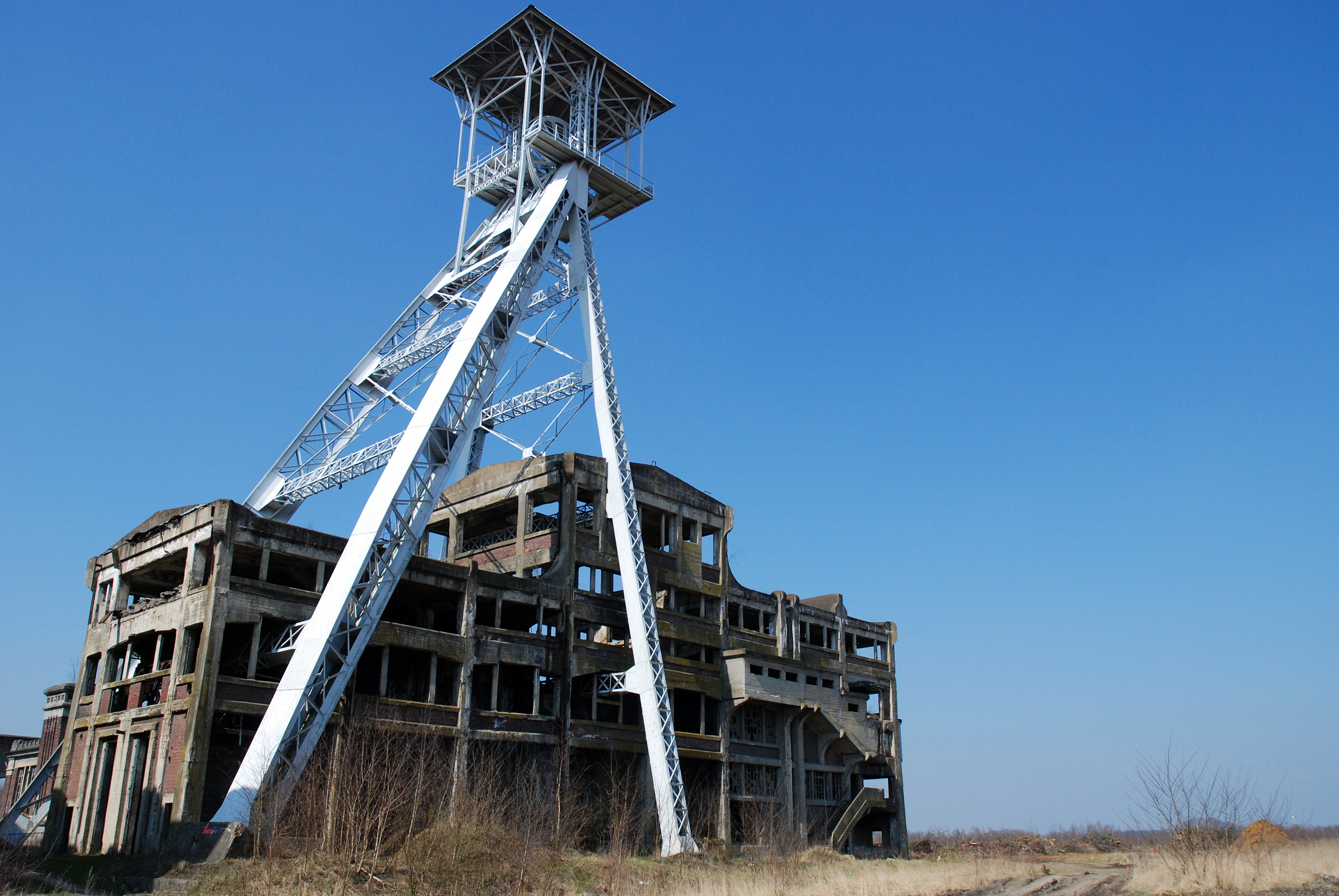
Ehem. Minenschacht in Genk
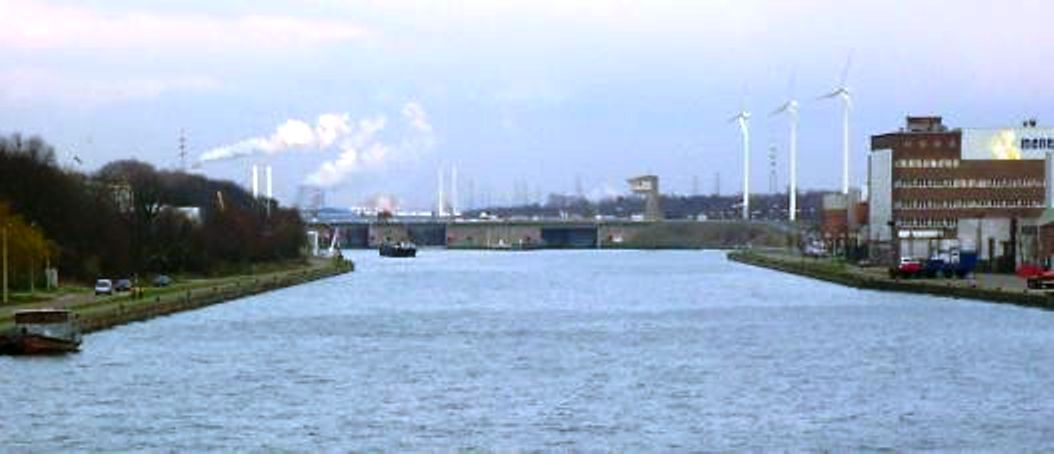
Albertkanal bei Hasselt
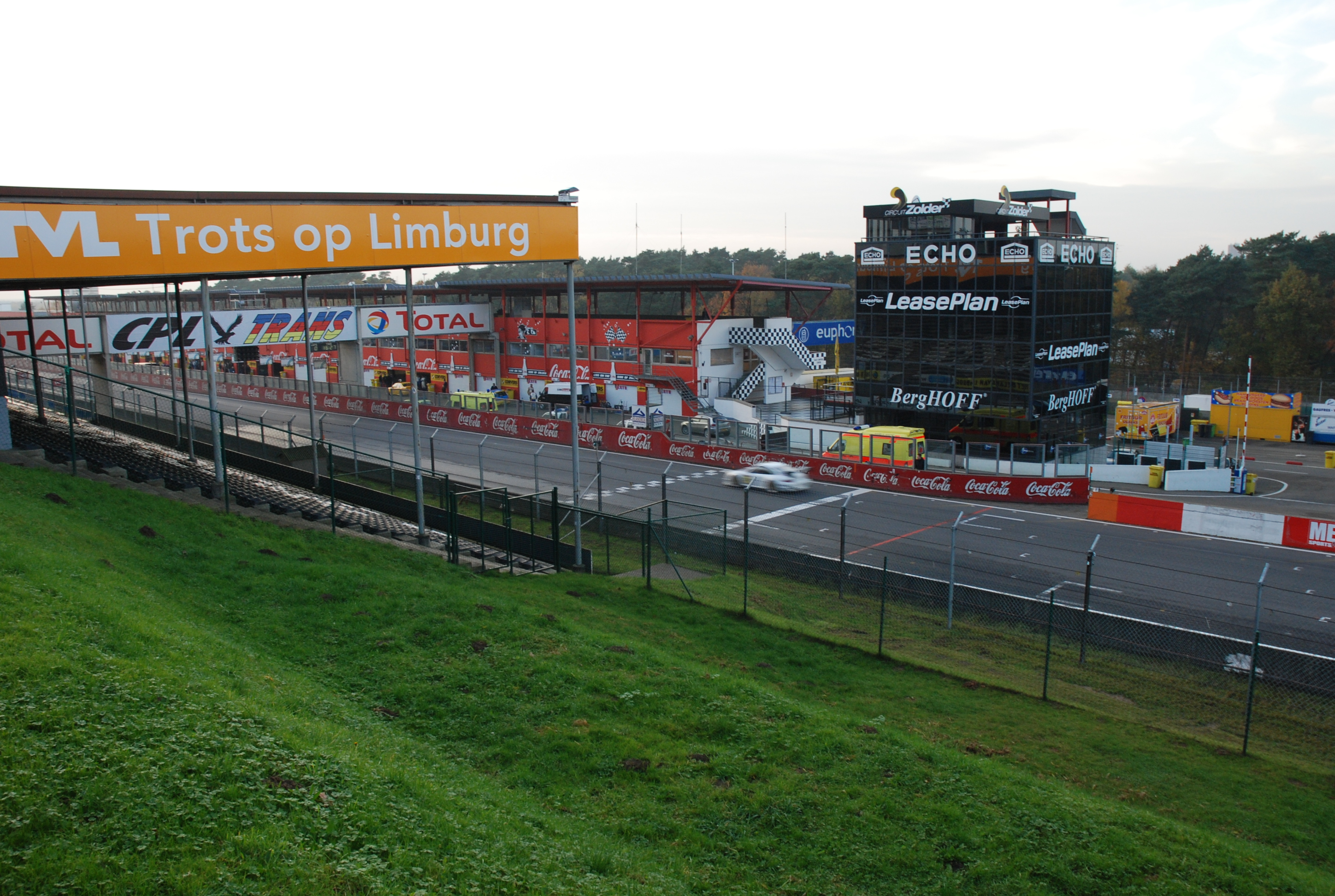
Start- und Ziel in Circuit Zolder

In Berg aan de Maas wird die Maas und mit ihr die Grenze zu Belgien überschritten sowie das Gemeindegebiet von Maasmechelen erreicht. Die Route verläuft jetzt in nördlicher Richtung durch den Ortsteil Meeswiijk etwa parallel zur Maas und folgt dabei für 3,7 km dem Fernradweg LF 7. Der Fernradweg wird dann verlassen, um parallel ein Stück dem Maasufer und dem Ufer des Grindgoeve zu folgen, bevor er nach 5 km den Fernweg wieder erreicht. Dort wendet die Route sich nach Norden und erreicht nach 5 km den Knotenpunkt (55, Belgien) in Maasmechelen. Dabei folgt sie dem Kanal Zuid-Willemsvaart. An dessen östlichem Ufer liegt der Ortsteil Eisden, wo sich bis 1987 ein Steinkohlebergwerk befand. Die Route quert nun die Zuid-Willemsvaart und erreicht über den Heufkensweg die Koninginnelean, der sie nach Norden folgt. Weiter am östlichen Stadtrand biegt der Weg an einem Seegelände vorbei nach 2,4 km nach Westen ab, führt jetzt am nördlichen Stadtrand von Maasmechelen weiter und erreicht nach weiteren 4,7 km den Knotenpunkt (50, B). Nördlich der Route liegt der Nationalpark Hoge Kempen, der bisher einzige in Belgien. Der Stadtteil Tuinwijk wird auf der Kastanjelean durchquert, bevor die letzten zwei Kilometer durch ein Waldgelände führen und die N 763 erreichen, wo der Knotenpunkt liegt. Die Route folgt jetzt der N763 für ca. 5 km zum Knotenpunkt (41, B), biegt hier links ab und verläuft erst zwischen Kiesgrube und Waldrand, bevor sie in das Waldstück einbiegt. Nachdem die E314 überquert wurde, befindet man sich am Rande eines Golfplatzes, an dem entlang dann die N744 erreicht wird. Dieser folgt der Radweg ein Stück Richtung Wiemesmeer, bevor er nach rechts abbiegt. Bald darauf folgt der Knotenpunkt (30, B). Vom letzten Knotenpunkt bis hierher sind es ca. 12 km. Der weitere Weg führt nach Norden, kreuzt nach 1,7 km die N75 und erreicht die Stadt Genk. Auch diese hat sich auf Grund von Kohlevorkommen vom kleinen Weiler zur Industriestadt entwickelt, und auch sie hatte seit den 1960er Jahren mit großen Strukturproblemen zu kämpfen, weil die Zechen stillgelegt wurden. Das 1960 eröffnete Fordwerk und das Stahlwerk von ArcelorMittal sind heute die größten Arbeitgeber der Stadt. Sehenswert in Genk sind das Freilichtmuseum Domein Bokrijk mit angeschlossenem Botanischen Garten und das Europlanetarium. Die Route verläuft auf der Sint-Lodewijkstraat durch den Stadtteil Groot-Hostart zum Knotenpunkt (73, B), der nach ca. 3,5 km erreicht wird. Er liegt nahe dem Gelände der Zeche Winterslag, auf dem 2012 die Biennale Manifesta 9 stattfand, eine europäische Ausstellung für zeitgenössische Kunst. Der weitere Weg führt über ca. 10 km, vorbei an der Abraumhalde der ehemaligen Zeche, über die Knotenpunkte (74, B), (79, B), von dort westlich durch das Waldgebiet der Holenheide zum Knotenpunkt (305, B) in der Gemeinde Zonhoven. Der Weg wendet sich nun nach Süden, durchquert den Ort und erreicht nach ca. 4,5 km den Knotenpunkt (92, B) am Waldrand. Hier geht es jetzt rechts Richtung Westen über den Knotenpunkt (91, B) zum Knotenpunkt (95, B) an der Brücke über den Albertkanal, den man nach ca. 8 km erreicht, weiter. Der Albertkanal verbindet als künstliche Wasserstraße die beiden Städte Lüttich und Antwerpen. Die Route befindet sich jetzt im Gemeindegebiet von Hasselt, einer alten Handelsstadt an der ehemaligen Handelsstraße Brügge – Köln. Im 19. Jahrhundert was es bekannt durch die hier ansässige Genever-Industrie. Sehenswert sind die Altstadt mit der St.-Quintinus-Kathedrale und der Grote Markt mit schönen Renaissance-Fachwerkhäusern. Die Stadt liegt an der Bahnstrecke Liège – Antwerpen und ist mit dem Euregio-Ticket zu erreichen. Die Route wendet sich nach der Brücke in westliche Richtung, quert zweimal das Flüsschen Demer, bevor sie nach ca. 5,5 km am Knotenpunkt (94, B) an den Albertkanal zurückkehrt. Der Kanal wird wieder überquert, und durch ein Seengebiet wird der Knotenpunkt (316, B) an der N72 nach ca. 6,5 km erreicht. Die Route folgt der N72 ca. einen halben Kilometer nach Nordwesten, bevor sie in ein Waldgebiet in Richtung Südwesten abbiegt und über die Ortschaft Boldenberg nach 6 km am Knotenpunkt (303, B) an den Albertkanal zurückkehrt. Am Kanal entlang sind es jetzt noch ca. 2 km bis zum Etappenziel in der Ortschaft Viversel, die zur Gemeinde Heusden-Zolder gehört. In der Gemeinde dauerte die Zeit der Steinkohleförderung von 1923 bis 1992. Sie beherbergte die letzte Zeche der Benelux-Staaten. Heute stehen der Förderturm und einige große Bauten unter Denkmalschutz. Die Abraum-Halde erreichte eine Höhe von 155 m über dem Meeresspiegel und wurde 1997 vom Belgischen Staat gekauft und renaturiert. Rechts der Route liegt die Rennstrecke Circuit Zolder, wo in den Jahren 1973 und 1984 der Große Preis von Belgien der Formel 1 ausgetragen wurde. Heute wird sie vorwiegend für nationale Touren- und Sportwagenrennen genutzt.

### Viversel – Beringen
- Länge 35 km; Steigungen 149 Höhenmeter; Gefälle 157 Höhenmeter.
- Nicht rennradgeeignet; Tourenrad wird empfohlen.
- ADFC-Schwierigkeitsgrad: leicht.
- Verkehrsbelastung: keine bis geringe.

Die Grünroute führt weiter am Albertkanal entlang, unterquert die Autobahn E314 und erreicht nach ca. 1,5 km den Knotenpunkt (304, B) am ehemaligen Kohlehafen. Die Route führt jetzt in nordöstlicher Richtung weg vom Albertkanal über einen Radweg durch Wiesen und Waldstücke in die Gemeinde Heusden-Zolder. Im Ort wird die Bahnlinie überquert, bevor nach ca. 8 km der Knotenpunkt (311, B) beim ehemaligen Zechengelände erreicht wird. Es geht dann weiter vorbei am Knotenpunkt (307, B) und der renaturierten Abraumhalde der Zeche in ein Waldgebiet, wo die Strecke sich am Besucherzentrum des Naturparks wieder südwärts wendet und nach ca. 8 km den Knotenpunkt (310, B) erreicht. Von jetzt führt die Strecke wieder nördlich in ein Waldgebiet, wo die Route dann nach Westen abbiegt und zwischen den Ortsteilen von Beringen durch Wiesen und kleine Waldstücke verläuft, bis nach ca. 8 km der Knotenpunkt (341, B) erreicht wird. Nach weiteren 4 km vorbei an einer ehemaligen Abraumhalde und nach dem Queren der Bahnlinie geht es durch Ortsrandlagen zum Knotenpunkt (345, B) und erneut zum Albertkanal. Nach der Querung des Kanals läuft die Route weiter nach Südwesten Richtung Knotenpunkt (330, B). Dann endet die Grünroute nach Überqueren der Autobahn E313 am See Paalse Plas nach ca. 7,5 km.

## Anschlussradwege
- Die 524 km lange Wasserburgen-Route verbindet mehr als 130 Burgen am Rand der Eifel und in der Kölner Bucht. Sie kreuzt die Grünroute in Aachen, Stolberg, Aldenhoven, Jülich und Düren.
- Der 180 km lange RurUfer-Radweg führt von der Rur-Quelle in den belgischen Ardennen bis zur Mündung in die Maas im niederländischen Roermond. Er verläuft gemeinsam mit der Grünroute zwischen Düren und Jülich (ca. 16 km), teilweise zwischen Kreuzau und Düren sowie zwischen Niederzier-Krauthausen und Jülich (ca. 7 km).
- Die Deutsche Fußballroute NRW führt 550 Kilometer quer durch Nordrhein-Westfalen. Sie ist der bislang einzige unter einem populären und landesübergreifenden Thema angelegte Erlebnisradweg in Nordrhein-Westfalen. Die „Sagenroute des Deutschen Fußballs“ erschließt neben fußballerischen Kultorten wie der Veltins-Arena in Gelsenkirchen oder dem Borusseum im Dortmunder Westfalenstadion auch die touristischen Highlights in NRW. Sie hat Anschluss an die Grünroute in Düren und Aachen.
- Die Zwei-Länder-Route (kurz 2LR) schlängelt sich auf 270 km zwischen Aachen und Nijmegen durch das Land an Maas und Niederrhein. Als „Route mit den vielen Gesichtern“ bietet die 2LR einen Mix aus Natur und Kultur. Sie quert die Grünroute in Aachen und verläuft ab Herzogenrath ca. 32 km mit ihr gemeinsam. Danach treffen sich die beiden Routen noch mehrfach, bevor sie sich in der Nähe von Großwehrhagen endgültig trennen.
- Die 480 km lange Kaiser-Route verläuft von Aachen nach Paderborn und ist nach Kaiser Karl dem Großen benannt, der in Aachen residierte. Der Routenverlauf orientiert sich an der mutmaßlichen Route, die das kaiserliche Heer im Jahr 775 auf seinem Kreuzzug in das Gebiet der Sachsen nahm. Sie kreuzt die Grünroute in Aachen und Düren.
- Die 1045 km lange D-Route 4 (Mittelland-Route) führt von Aachen über Bonn, Siegen, Erfurt, Jena und Chemnitz nach Zittau.
- Die 733 km lange D-Route 7 (Pilgerroute) führt von Aachen über Köln, Düsseldorf, Duisburg, Münster, Osnabrück, Bremen und Hamburg nach Flensburg.

- Die Knotenpunktsysteme in den Niederlanden und Belgien werden durch die Grünroute genutzt.
- Bei Maasmechelen kreuzt die 220 km lange Maasroute, die entlang der Maas Maastricht im Süden mit Arnhem im Norden verbindet.

## Bahnanbindung
Auf der gesamten Grünroute bestehen Bahnanschlüsse (siehe auch Infobox). Im Einzelnen können an der Bahnstrecke zwischen Düren und Aachen die Bahnhöfe Stolberg, Eschweiler und Langerwehe genutzt werden. Jülich ist über die Strecke der Rurtalbahn von Düren aus erreichbar. Der Bahnhof Herzogenrath liegt an den Bahnstrecken Aachen–Mönchengladbach sowie Stolberg–Herzogenrath und ist ein Bahnhof der Euregiobahn, über welche man nach Eygelshoven, einen Stadtteil von Kerkrade, Landgraaf und Heeren und von dort weiter nach Sittard-Geleen gelangt. Genk und Hasselt liegen an der IC-Strecke Genk – Brüssel – Gent. Von Hasselt gibt es eine Zugverbindung über Lüttich nach Köln. Von Beringen in Richtung Deutschland bietet sich die Strecke über Hasselt an.

## Landschaft, Kultur und Sehenswürdigkeiten
Das etwa 80 mal 30 Kilometer große Gebiet, das sich vom deutschen Düren über Heerlen in der niederländischen Provinz Limburg bis Beringen in Belgien erstreckt, gehörte einst zu den größten Steinkohle-Revieren Europas. Die Relikte des Bergbaus wie Halden, Schächte und Wohnviertel für Bergarbeiter sind noch an vielen Stellen zu sehen. Mehr als 70 Sehenswürdigkeiten in Form von Wasserburgen und Nationalparks, Natur- und Industriedenkmälern finden sich entlang der gewundenen Grünroute. Im Indeland zwischen Düren und Jülich etwa lässt sich eine „Landschaft in Bewegung“ beobachten: Die Täler des hiesigen Braunkohletagebaus sollen nach und nach zur Seenlandschaft geflutet werden. Zum Panorama-Plateau auf der Halde Carl Alexander gelangt man über einen Schwebesteg. Von hier ist ein weiter Ausblick über die Region möglich.
Der Radweg folgt dieser Landschaft bis über die Grenze und gelangt so auf den niederländischen Teil der Grünroute. Hier ziehen im schnellen Wechsel Siedlungen von Bergarbeitern, alte Schlösser und Museen vorbei, dabei trifft man immer wieder auf ehemalige Zechen. Hier sind heute erholsame Parklandschaften. Nahe dem belgischen Genk findet sich eine der ältesten und wichtigsten Steinkohleminen des Landes mit ihren imposanten restaurierten Fördertürmen. Den Abschluss der Tour in Belgien dominieren dann wieder Flora und Fauna: Natürliche Ruhe spenden der Japanische Garten in Hasselt, eine 1000-Weiher-Landschaft oder Wanderungen über ehemalige Bergbauhalden auf dem Weg nach Beringen.

### Sehenswürdigkeiten

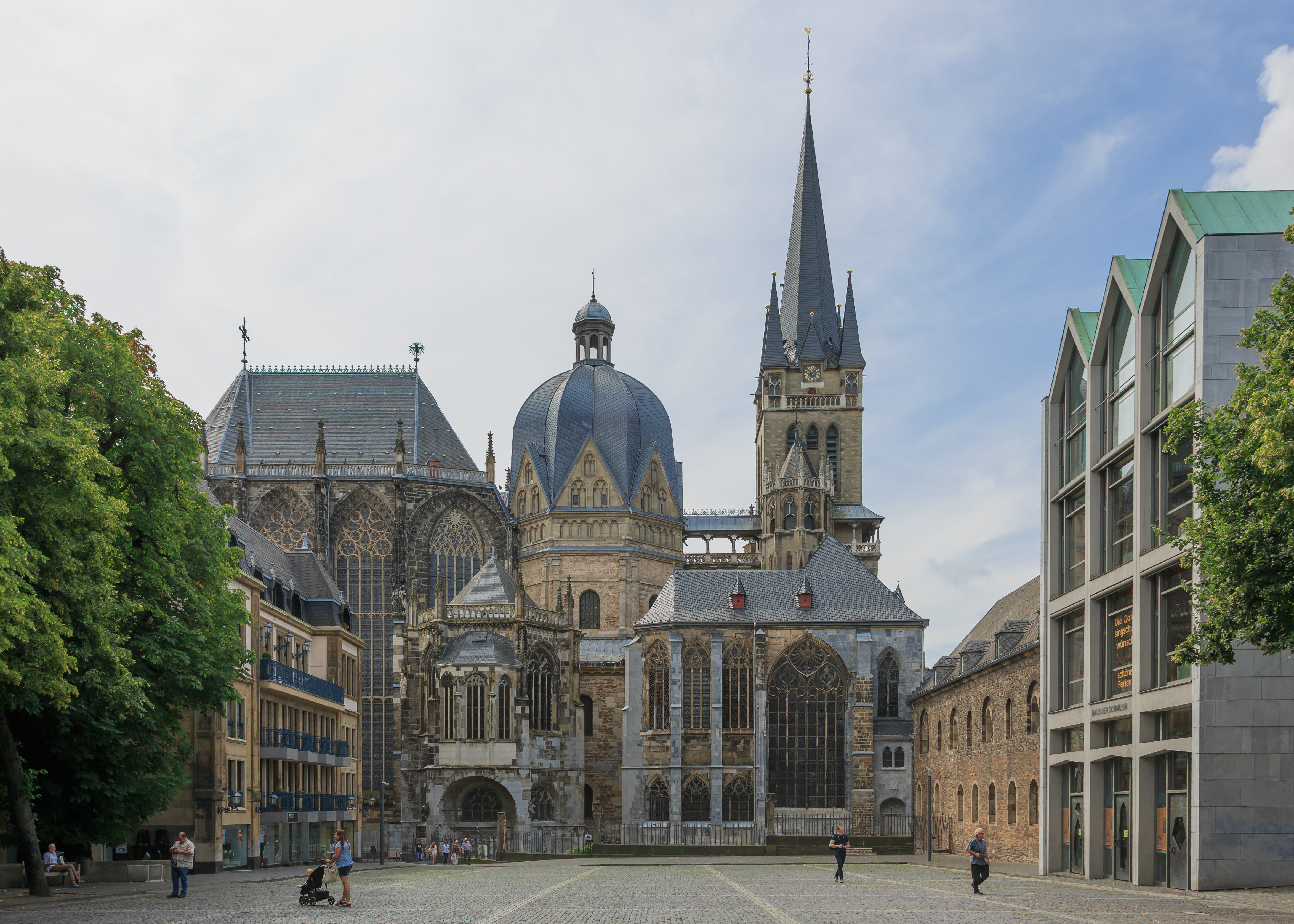
Aachener Dom, Nordfassade
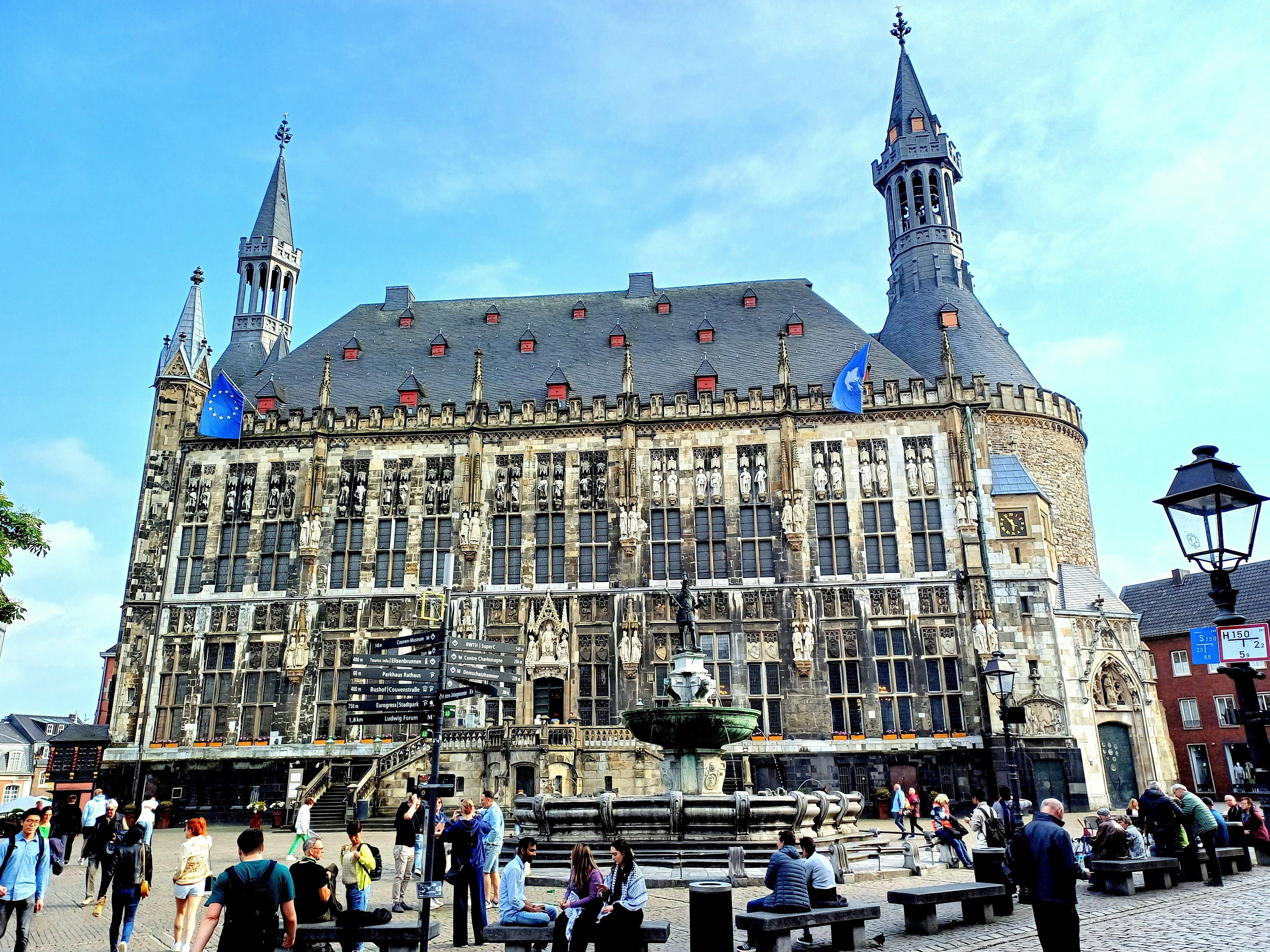
Aachener Rathaus
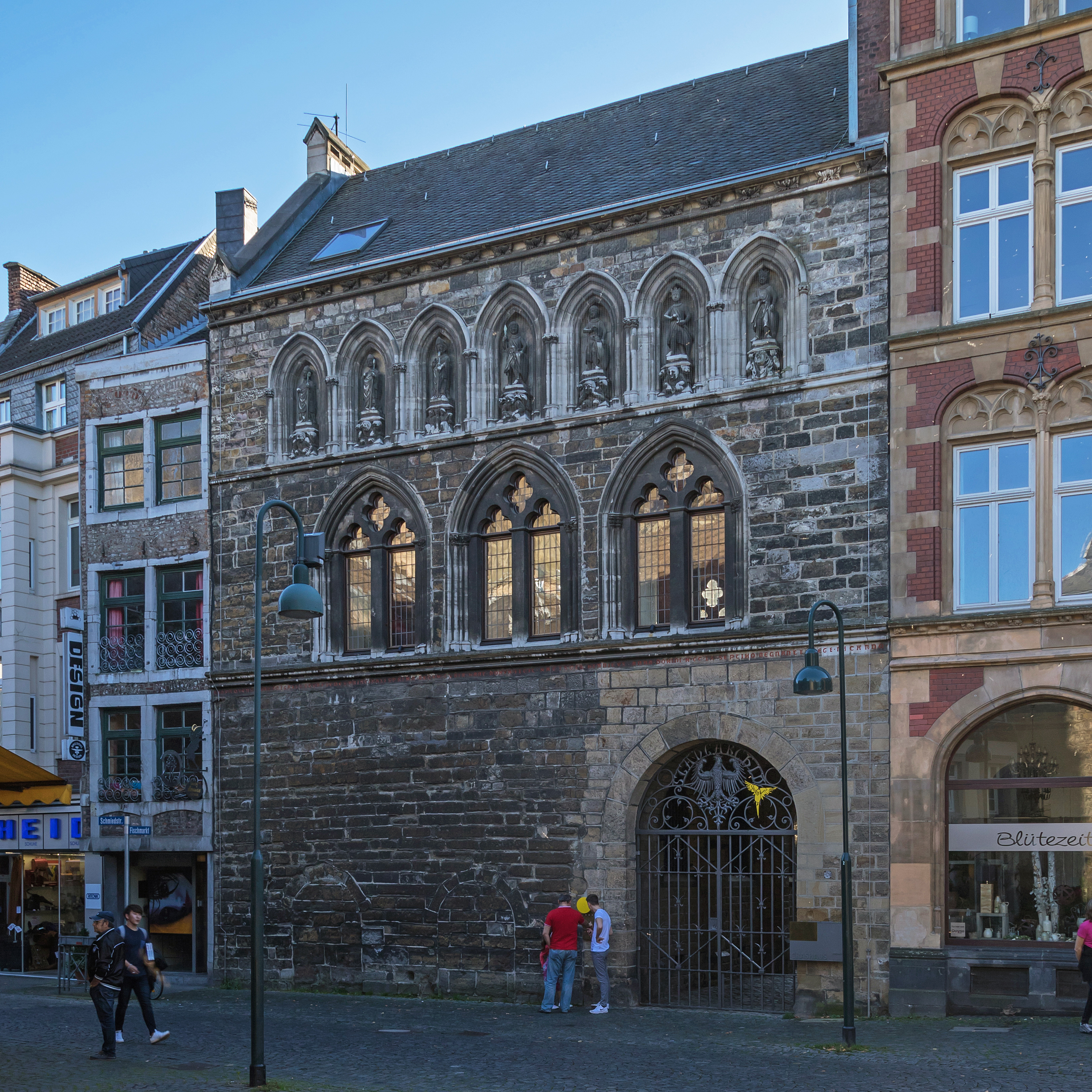
Grashaus Aachen
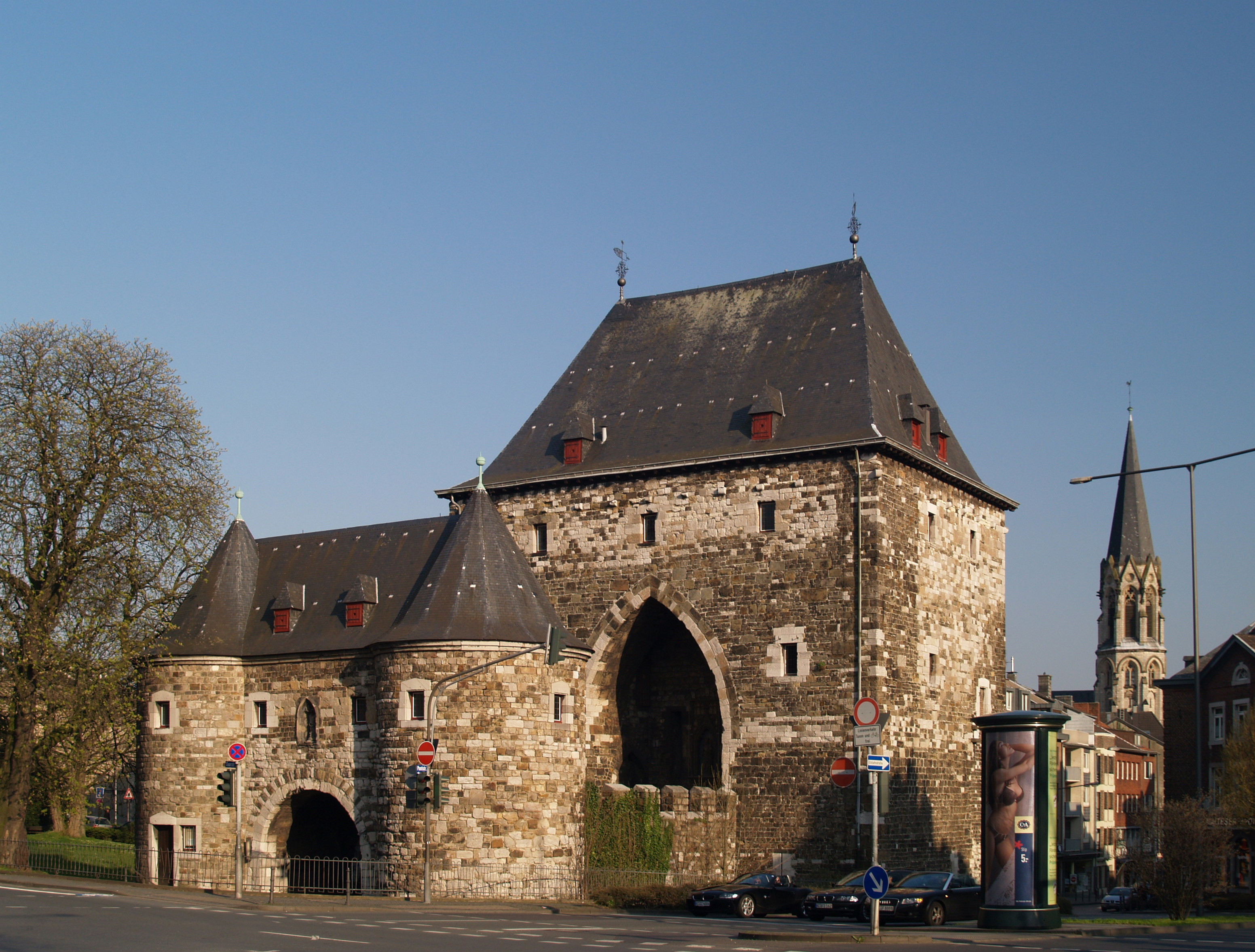
Ponttor Aachen
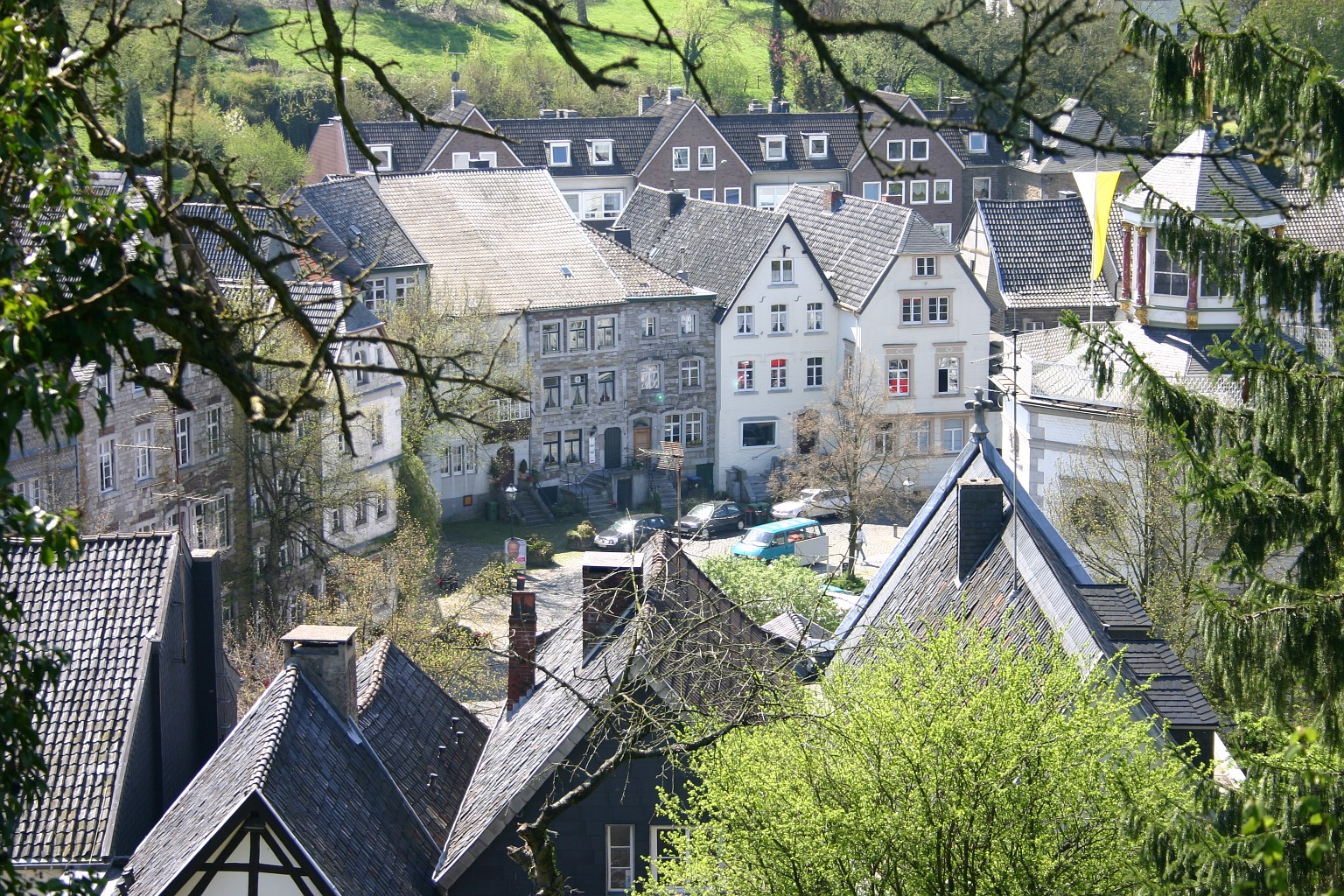
Historischer Ortskern Kornelimünster
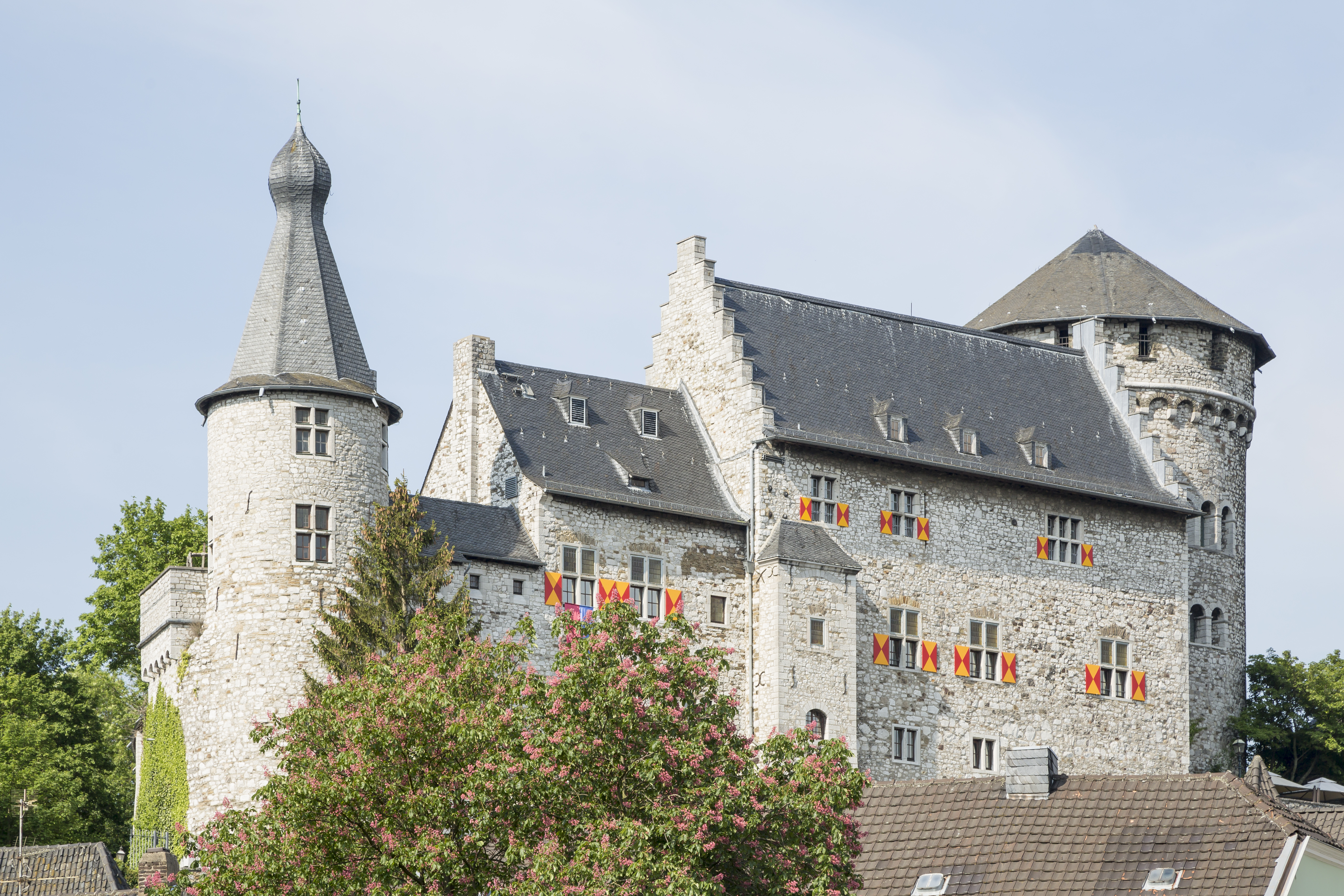
Wahrzeichen von Stolberg, die Burg
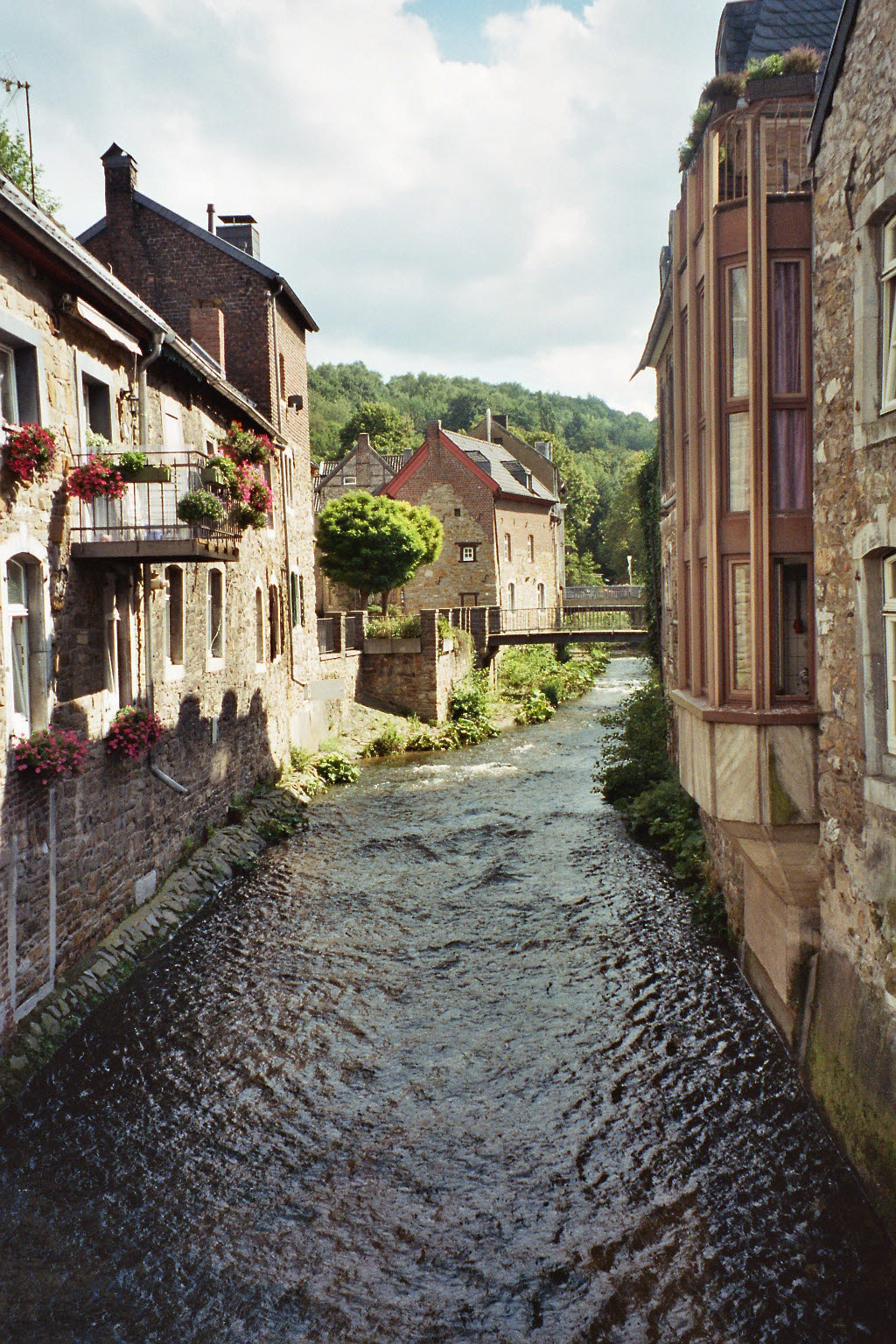
Vichtbach in Oberstolberg
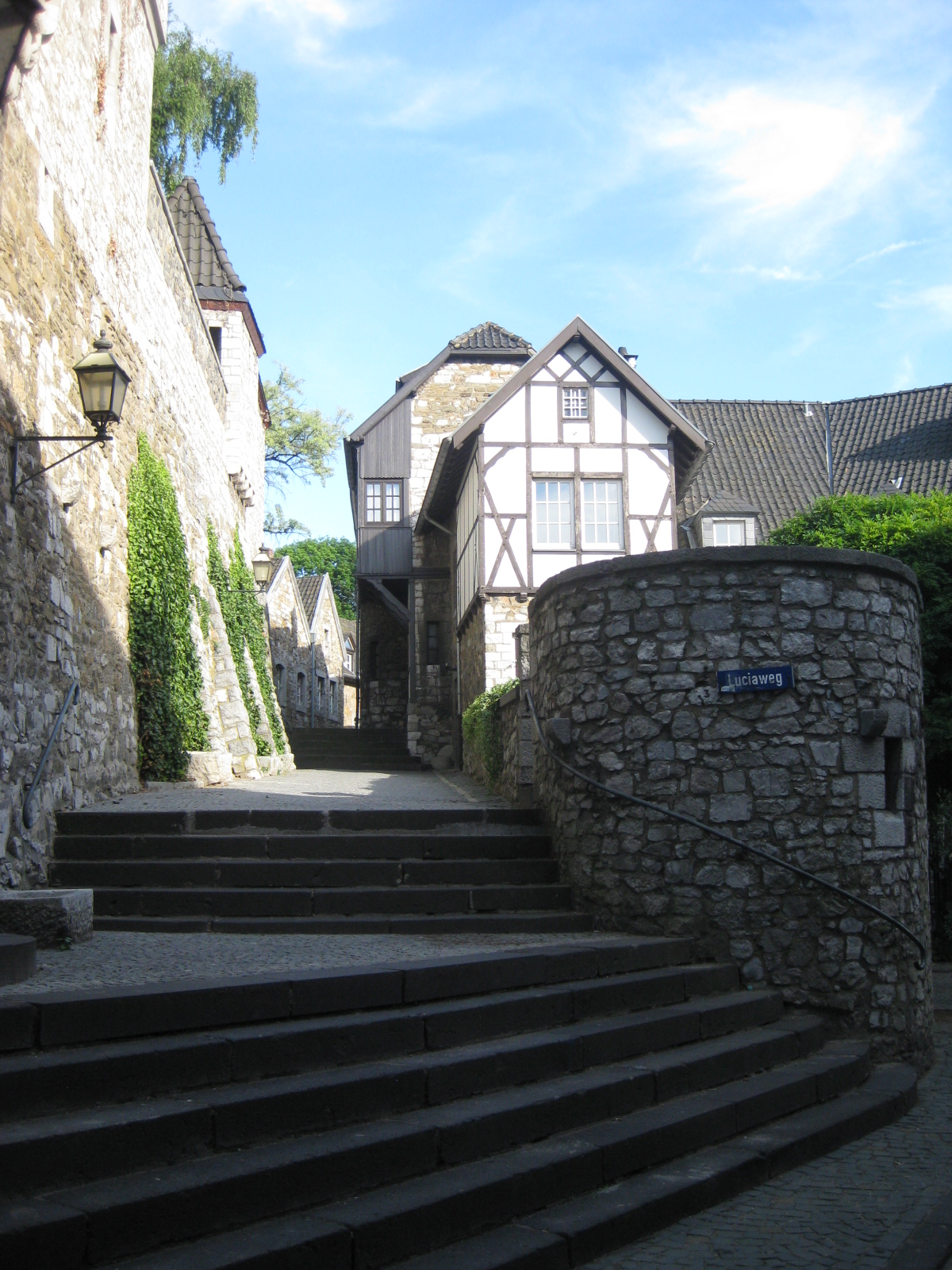
Altstadt von Stolberg
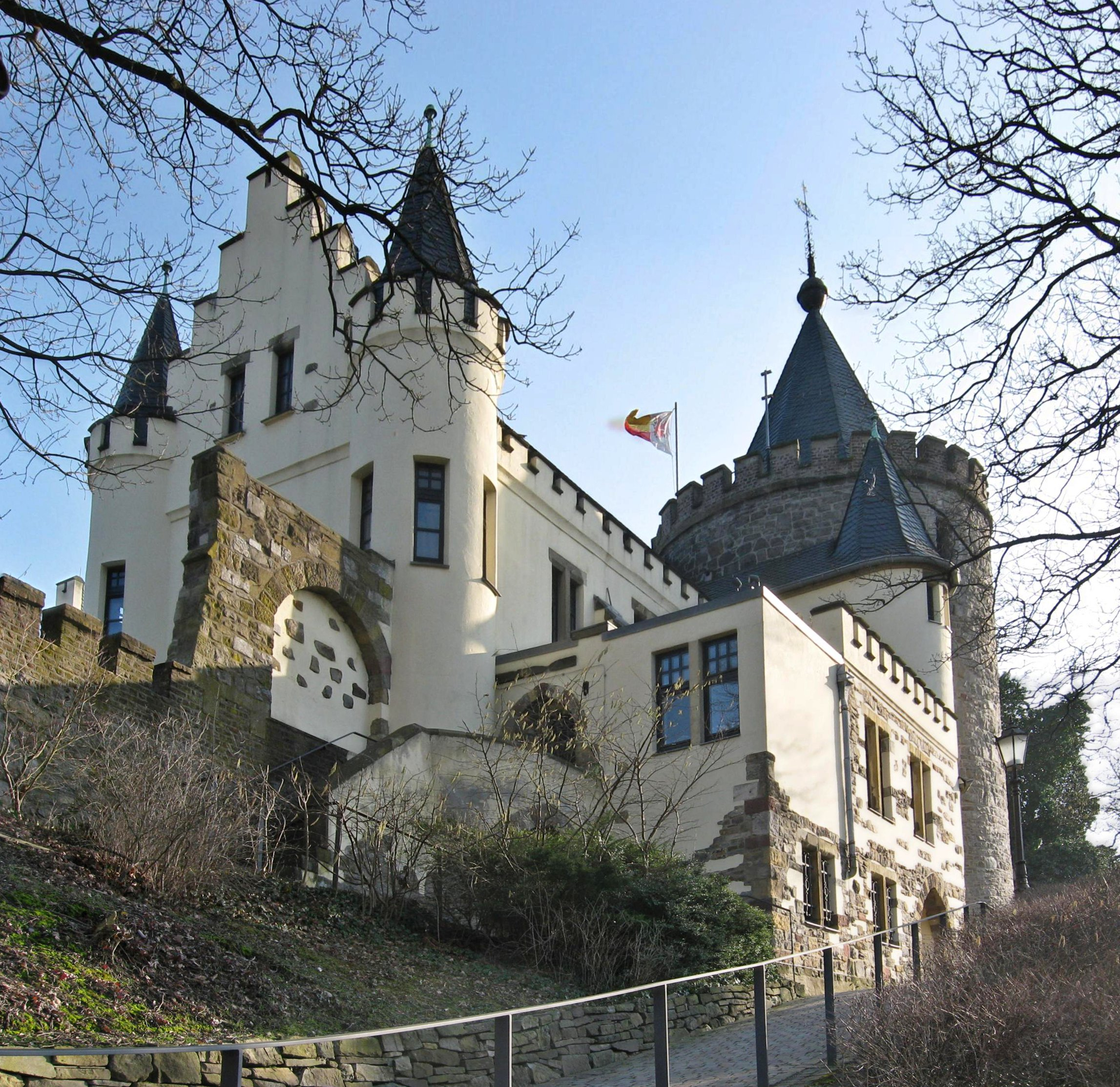
Burg Rode in Herzogenrath
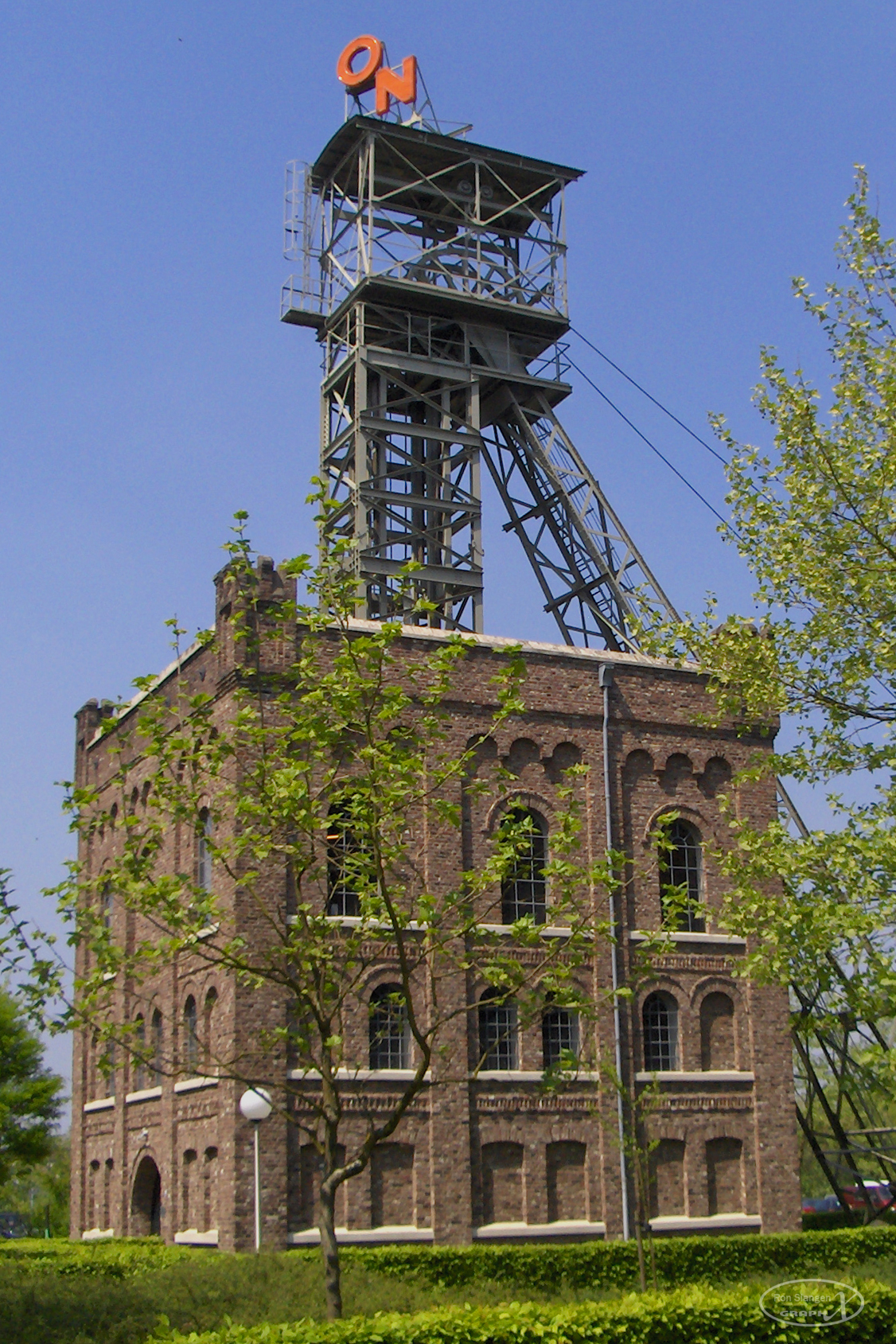
Bergbaudenkmal in Heerlen
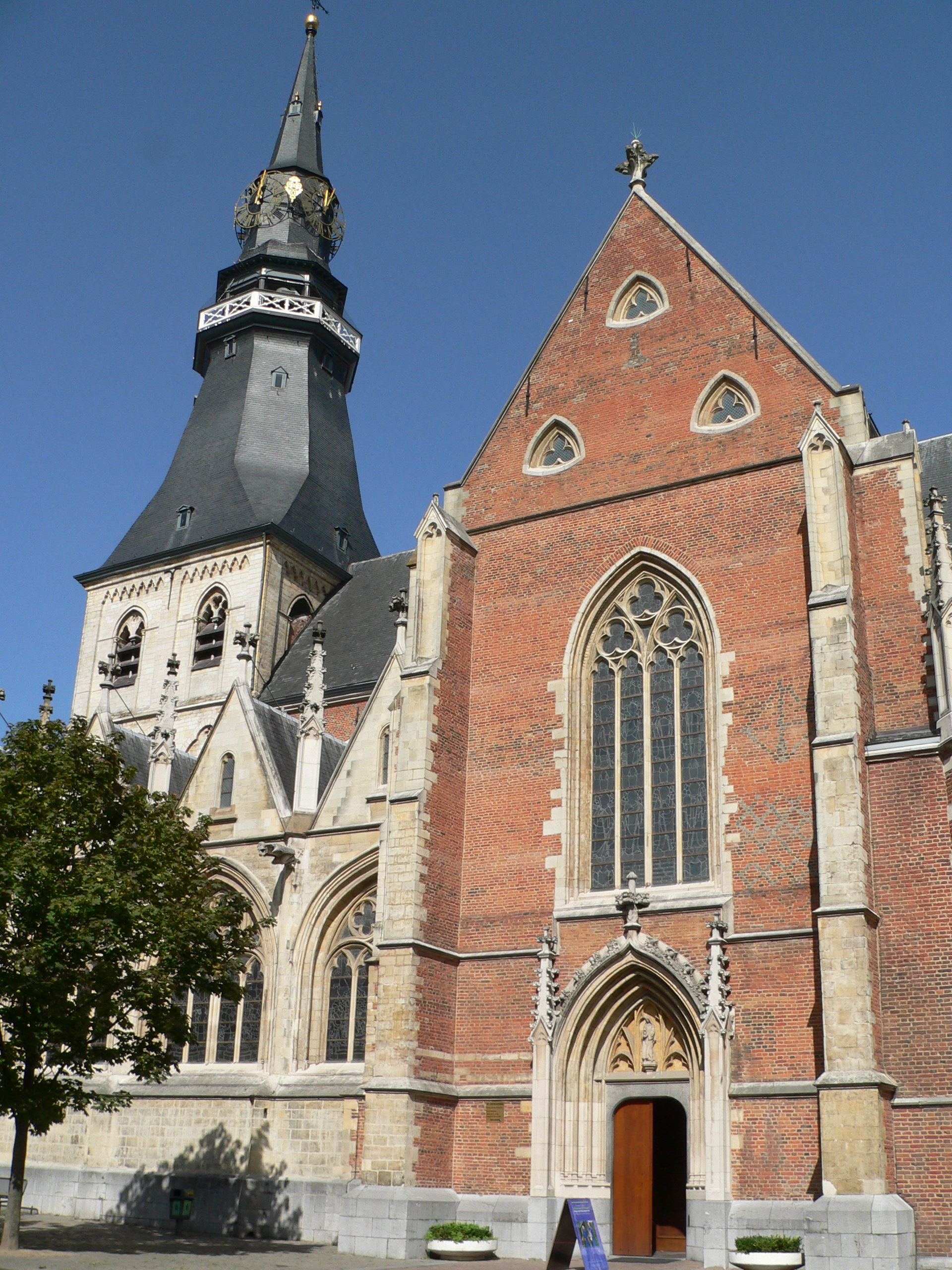
Kathedrale St. Quintinus in Hasselt

- Düren nennt sich „Das Tor zur Nordeifel“. Sie ist geprägt von mehr als 1300 Jahren wechselvoller Geschichte und ihrer heutigen modernen Industrie. Das Wasserschloss Burgau liegt im Burgauer Wald am Rand des Stadtteils Niederau. In der Stadt gibt es noch Reste der mittelalterlichen Stadtmauer mit dem Dicken Turm und dem Grönjansturm. Das bekannteste Museum der Stadt ist das Leopold-Hoesch-Museum. Das 1905 im Neobarock errichtete Gebäude zeigt wechselnde Ausstellungen zeitgenössischer Kunst, unter anderem mit expressionistischen Gemälden. Seit 1986 sind dort auch Kunstwerke der internationalen Biennale PaperArt zu sehen. Dabei kooperiert es mit dem benachbarten Papiermuseum.

- Jülich wurde 1944 durch den Luftangriff britischer Bomber zu 97 % zerstört. Heute besitzt es mit dem Forschungszentrum Jülich eines der größten Forschungseinrichtungen Europas. Bekannt ist auch der Solarturm Jülich, an dessen Entwicklung als solarthermisches Demonstrations- und Versuchskraftwerk das Solar-Institut Jülich der Fachhochschule Aachen entscheidend mitwirkte. An Sehenswürdigkeiten bietet die Stadt die beiden Tore der mittelalterlichen Stadtbefestigung, das Aachener Tor und den Hexenturm. Die Zitadelle aus der Renaissance mit dem Museum Zitadelle und der Brückenkopf-Park aus napoleonischer Zeit sind Teile der ehemaligen Festung Jülich.

- Die Stadt Stolberg liegt in der Voreifel in einem vom Vichtbach durchflossenen Tal. Stolbergs frühe Industrialisierung brachte Belastungen der Menschen in Stadt und Umgebung durch Schwefelsäure, Schlacke und Schwermetalle. Im Zuge des Umweltschutzprogramms wurden zahlreiche Halden als sekundäre Schwermetallemittenten saniert und dienen renaturiert der Naherholung oder rekultiviert als Gewerbefläche. Die Stolberger Altstadt reicht bis zu den Ursprüngen der Stadt zurück und bildet zusammen mit der Burg Stolberg den historischen Stadtkern. Über hundert Gebäude stehen unter Denkmalschutz, und hier befinden sich auch die ältesten Kupferhöfe der Stadt. Das Museum Zinkhütter Hof dokumentiert die Industriegeschichte Stolbergs in besonderer Weise. Die ursprünglich als Glashütte in den 1830er Jahren errichtete und bis in die 1850er betriebene Anlage ist ein gut erhaltenes Ensemble aus Produktionshalle, Arbeiterwohnungen und Verwaltungsvilla aus der Frühphase der deutschen Industrialisierung. Heute zeigt die Dauerausstellung neben der Aachener Nadelproduktion die Geschichte der Werkstoffe Messing und Zink und der Zinkverhüttung im Raum Eschweiler-Stolberg. Dabei reicht die Zeitschiene von der Römerzeit (Hemmoorer Eimer) über die Kupfermeister bis zum Strukturwandel im 19. Jahrhundert. Neben den Dauerausstellungen finden wechselnde Sonderausstellungen der bildenden Kunst und zu verschiedenen Themen der Technikgeschichte statt.

- Aachen liegt im Dreiländereck Deutschland–Belgien–Niederlande im Zentrum der Euregio Maas-Rhein in einem nach Nordosten geöffneten Talkessel, in dem sich die Zuflüsse der Wurm sammeln und zur Rur fließen. Das Stadtgebiet befindet sich somit im Einzugsgebiet der Maas, direkt am Nordrand des linksrheinischen Schiefergebirges (Eifel), etwa 30 km nördlich des Hohen Venns. Kulturell bildet sie mit ihren zahlreichen Sehenswürdigkeiten einen der Höhepunkte der Route. Die bekanntesten Sehenswürdigkeiten sind:
  - Der Aachener Dom wurde ursprünglich als Pfalzkapelle Karls des Großen errichtet und ist das Wahrzeichen der Stadt. Das Ensemble aus Dom und Domschatz wurde 1978 als erstes deutsches Kulturdenkmal und zweites Kulturdenkmal weltweit in die Welterbeliste der UNESCO aufgenommen.
  - Das gotische Aachener Rathaus wurde auf den Grundmauern der Palastaula der karolingischen Kaiserpfalz im 14. Jahrhundert erbaut. Im ersten Stockwerk befindet sich der Krönungsfestsaal. Fünf Fresken des Aachener Künstlers Alfred Rethel schmücken die Wände. Sie zeigen legendäre Szenen aus dem Leben Karls des Großen. Im Erdgeschoss zeugen reich ausgestattete Räume vom Glanz der freien Reichsstadt im 17. und 18. Jahrhundert, als das Rathaus zum barocken Stadtschloss umgebaut wurde. In den Jahren 2008 und 2009 wurden fast alle Räumlichkeiten des Rathauses der Öffentlichkeit zugänglich gemacht.
  - Das sogenannte Grashaus steht am Fischmarkt, dessen Fassade vom ältesten Rathaus der Stadt stammt und auf das Jahr 1267 datiert wird.
  - Das Haus Löwenstein am Markt wurde etwa zur gleichen Zeit errichtet wie das Aachener Rathaus und vermutlich 1345 fertiggestellt. Es ist neben Dom und Rathaus eines der wenigen gotischen Bauwerke, die den großen Stadtbrand von 1656 überstanden.
  - Von der aus zwei Mauerringen und zahlreichen Türmen bestehenden Aachener Stadtbefestigung zeugen noch heute zahlreiche Überbleibsel. Von den ehemals elf mächtigen Stadttoren sind zwei erhalten geblieben. Das Ponttor am Ende der Pontstraße ist eines der wenigen noch erhaltenen mittelalterlichen Doppeltoranlagen des Rheinlands. Aus dem Jahr 1257 stammt das am Ende der Franzstraße stehende Marschiertor, es gehört zu den größten noch erhaltenen Stadttoren Westeuropas.

- In Herzogenrath befindet sich die um 1100 erbaute Grenz- und Zollburg Rode. Zwischen 1913 und 1978 diente die restaurierte Burg als Rathaus der Stadt Herzogenrath. Heute führt der Verein „Burg Rode Herzogenrath e. V.“ regelmäßige Veranstaltungen durch und bietet Führungen an. Im Wurmtal südwestlich von Herzogenrath befand sich der älteste für Mitteleuropa dokumentierte Steinkohlenbergbau, erstmals wird im Jahre 1113 davon berichtet. Der Jahrhunderte andauernde Bergbau hat den Nordkreis Aachen und damit auch die Stadt Herzogenrath geprägt. Die markante Haldenlandschaft ist dafür zum weithin sichtbaren Wahrzeichen geworden.

- In Gangelt sind der historische Stadtkern mit seiner Stadtmauer und die Burg sehenswert.

- In Brunssum gibt es vor allem sehenswerte Bausubstanz aus dem 20. Jahrhundert, darunter vollständig erhaltene und für die Region typische Bergarbeitersiedlungen. Darüber hinaus gibt es eine Reihe von Parkanlagen:
  - Vijverpark: In unmittelbarer Nähe zum Stadtzentrum ist aus den Resten eines ehemaligen Braunkohlentagebaus ein Park rund um den Namen gebenden Weiher (nl. vijver) entstanden. Er dient der Naherholung.
  - Schutterspark: Ebenfalls aus einem ehemaligen Tagebau am Ufer des Rodebeeks hervorgegangen, begleiten der Schutterspark und die angrenzenden Wald- und Grünflächen als Naherholungsgebiet den Bachlauf des Rodebeeks und trennen damit die Gewerbegebiete im Osten Brunssums von den Wohnsiedlungen.
  - Brunssumerheide: Die Brunssumerheide mit typisch atlantischer Heidevegetation steht teilweise unter Naturschutz und dient als Naherholungsgebiet, an dessen Zufahrten eine Anzahl Parkplätze angelegt sind. Eine Golfanlage mit 18 Löchern am Rimburgerweg sowie der Koffiepool (ein Weiher), ein Freibad und ein Campingplatz ergänzen das touristische Angebot.

- In Heerlen gibt es eine Reihe von Museen:
  - Aus römischer Zeit datieren die um etwa 120 n. Chr. erbauten Thermen, die 1940 entdeckt und zum Teil ausgegraben und rekonstruiert wurden; über der Ausgrabungsstätte wurde das 1977 eröffnete Heerlener Thermenmuseum erbaut.
  - Das Nederlands Mijnmuseum (Niederländisches Bergbaumuseum) ist seit Mai 2022 in einem ehemaligen Kaufhaus in der Innenstadt untergebracht.[2] Die meisten Exponate stammen aus niederländischen Zechen.

- In Landgraaf gibt es den rund um das Kasteel Strijthagen (1674 erbaut, jetzt Veranstaltungsort und Museum, während der Ausstellungen z. T. zu besichtigen) 25 Hektar großen Park Mondo Verde. Darin sind Gärten und kleine Gebäude aus aller Welt zu sehen. Dieser am Hang einer ehemaligen Bergehalde gelegene Park wurde 2004/2005 als „herausragend“ in die Straße der Gartenkunst zwischen Rhein und Maas aufgenommen.

- Die belgische Stadt Hasselt liegt am Albertkanal und bietet unter anderem die folgenden Sehenswürdigkeiten:
  - St.-Quintinus-Kathedrale: Sie wurde im 15. und 16. Jahrhundert auf romanischen Grundmauern mit 63 m hohem Westturm, der ein wohlklingendes Glockenspiel von 47 Glocken hat, erbaut. Seit dem Jahre 1967 ist sie die Kathedrale des Bistums Hasselt.
  - Grote Markt: An ihm steht das schöne Renaissance-Fachwerkhaus Het Sweert aus dem Jahre 1659, das den Namen vom Arm mit Schwert an der Hausecke im ersten Stockwerk hat. Sein Vorgängerbau war seit 1452 ein Wirtshaus. Bis 1713 war es eine Herberge, heute ist es eine Apotheke.
  - Onze-Lieve-Vrouwkerk (Liebfrauenkirche): Sie wurde von 1728 bis 1740 im Übergangsstil zwischen Barock und Klassizismus erbaut. Nach ihrer Zerstörung im Jahre 1944 wurde sie bis zum Jahre 1952 wieder aufgebaut. Sie beherbergt Kunstschätze wie zum Beispiel den Hochaltar aus der ehemaligen Zisterzienser-Abtei von Herkenrode bei Hasselt.
  - Stadhuis (Rathaus): Es ist ein Patrizier-Haus von 1630 am Groenplaats (oder auch Groen Plein) nördlich des Grote Markts.
  - Museum Stellingwerff-Waerdenhof: Hierbei handelt es sich um das Museum für Stadt- und Lokalgeschichte mit ältester Monstranz der Welt von 1286.

- Im belgischen Beringen erzählt das „Flämische Bergbaumuseum“, ein Ankerpunkt der Europäischen Route der Industriekultur (ERIH), die Bergbaugeschichte der Stadt.

## Auszeichnungen
Die Grünroute wurde 2012 vom Allgemeinen Deutschen Fahrrad-Club (ADFC) als erster grenzüberschreitender Fahrradweg mit drei Sternen ausgezeichnet.
Nach Auslaufen der ADFC-Zertifizierung zum Ende des Jahres 2012 wurde keine erneute Zertifizierung veranlasst.